# 日本図書館協会建築賞
日本図書館協会建築賞（にほんとしょかんきょうかいけんちくしょう）は、日本図書館協会が優れた図書館建築を顕彰する賞。
受賞を受けるには応募する必要があるため 全ての図書館が審査対象になるわけではない。建築としての質の高さに加えて、図書館内で行われているサービスも審査対象となる。全国大会で授賞式が開催される。第10回までは優秀賞と特定賞を選定していたが、第11回からは建築賞のみを選定している。

## 受賞館
図書館名は当時の館名を記している。自治体合併などが理由で現在の館名と異なる場合もある。

### 1980年代
| 回    | 年   | 賞     | 図書館                            | 所在地         |
| ----- | ---- | ------ | --------------------------------- | -------------- |
| 第1回 | 1985 | 優秀賞 | 浦安市立中央図書館                | 千葉県浦安市   |
| 第1回 | 1985 | 優秀賞 | 日野市立高幡図書館                | 東京都日野市   |
| 第1回 | 1985 | 優秀賞 | 筑波大学中央図書館                | 茨城県つくば市 |
| 第1回 | 1985 | 優秀賞 | 学習院女子短期大学図書館          | 東京都新宿区   |
| 第1回 | 1985 | 特定賞 | 水海道市立図書館                  | 茨城県水海道市 |
| 第1回 | 1985 | 特定賞 | 市立岡谷図書館                    | 長野県岡谷市   |
| 第1回 | 1985 | 特定賞 | 軽井沢町立図書館                  | 長野県軽井沢町 |
| 第1回 | 1985 | 特定賞 | 慶應義塾大学図書館・新館          | 東京都港区     |
| 第2回 | 1986 | 優秀賞 | 岡山市立中央図書館                | 岡山県岡山市   |
| 第2回 | 1986 | 特定賞 | 倉敷市立中央図書館                | 岡山県倉敷市   |
| 第2回 | 1986 | 特定賞 | 阿久比町立図書館                  | 愛知県阿久比町 |
| 第2回 | 1986 | 特定賞 | 自治医科大学図書館                | 栃木県下野市   |
| 第2回 | 1986 | 特定賞 | 中央大学附属高等学校図書館        | 東京都小金井市 |
| 第3回 | 1987 | 優秀賞 | 天童市立図書館                    | 山形県天童市   |
| 第3回 | 1987 | 優秀賞 | 出雲市立図書館                    | 島根県出雲市   |
| 第3回 | 1987 | 優秀賞 | 大磯町立図書館                    | 神奈川県大磯町 |
| 第4回 | 1988 | 優秀賞 | 藤沢市総合市民図書館              | 神奈川県藤沢市 |
| 第4回 | 1988 | 優秀賞 | 関西大学総合図書館                | 大阪府吹田市   |
| 第4回 | 1988 | 特定賞 | 駒ヶ根市立図書館                  | 長野県駒ヶ根市 |
| 第4回 | 1988 | 特定賞 | 浦添市立図書館                    | 沖縄県浦添市   |
| 第5回 | 1989 | 優秀賞 | 武蔵野市立吉祥寺図書館            | 東京都武蔵野市 |
| 第5回 | 1989 | 優秀賞 | 東大和市立中央図書館              | 東京都東大和市 |
| 第5回 | 1989 | 優秀賞 | 長岡市立中央図書館                | 新潟県長岡市   |
| 第5回 | 1989 | 優秀賞 | 八日市市立図書館                  | 滋賀県八日市市 |
| 第5回 | 1989 | 優秀賞 | 京都産業大学中央図書館            | 京都府京都市   |
| 第5回 | 1989 | 特定賞 | 松本記念児童図書館 おじいさんの杜 | 大分県別府市   |
| 第5回 | 1989 | 特定賞 | 北海道工業大学図書館              | 北海道札幌市   |

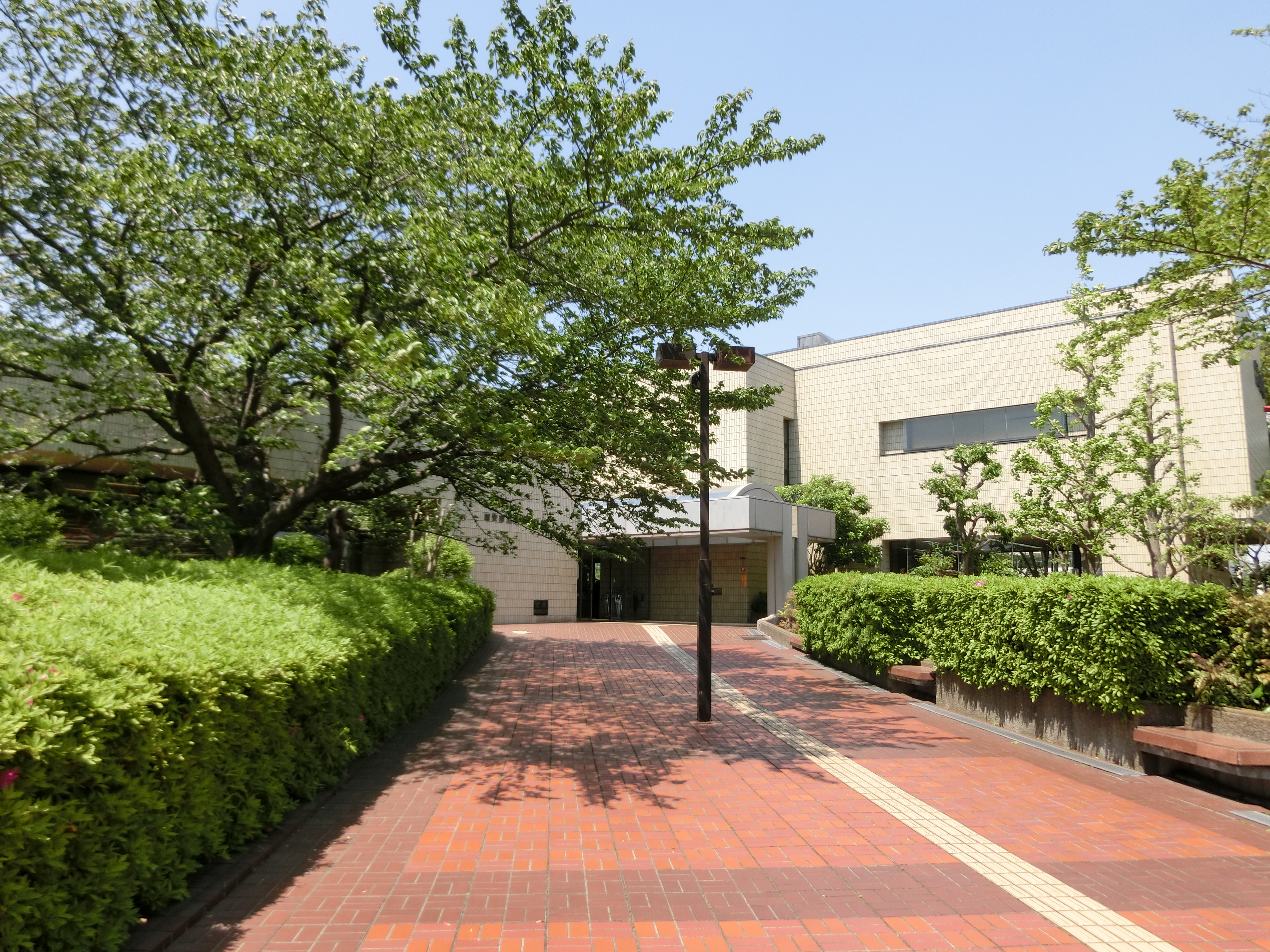
浦安市立中央図書館（1985年）
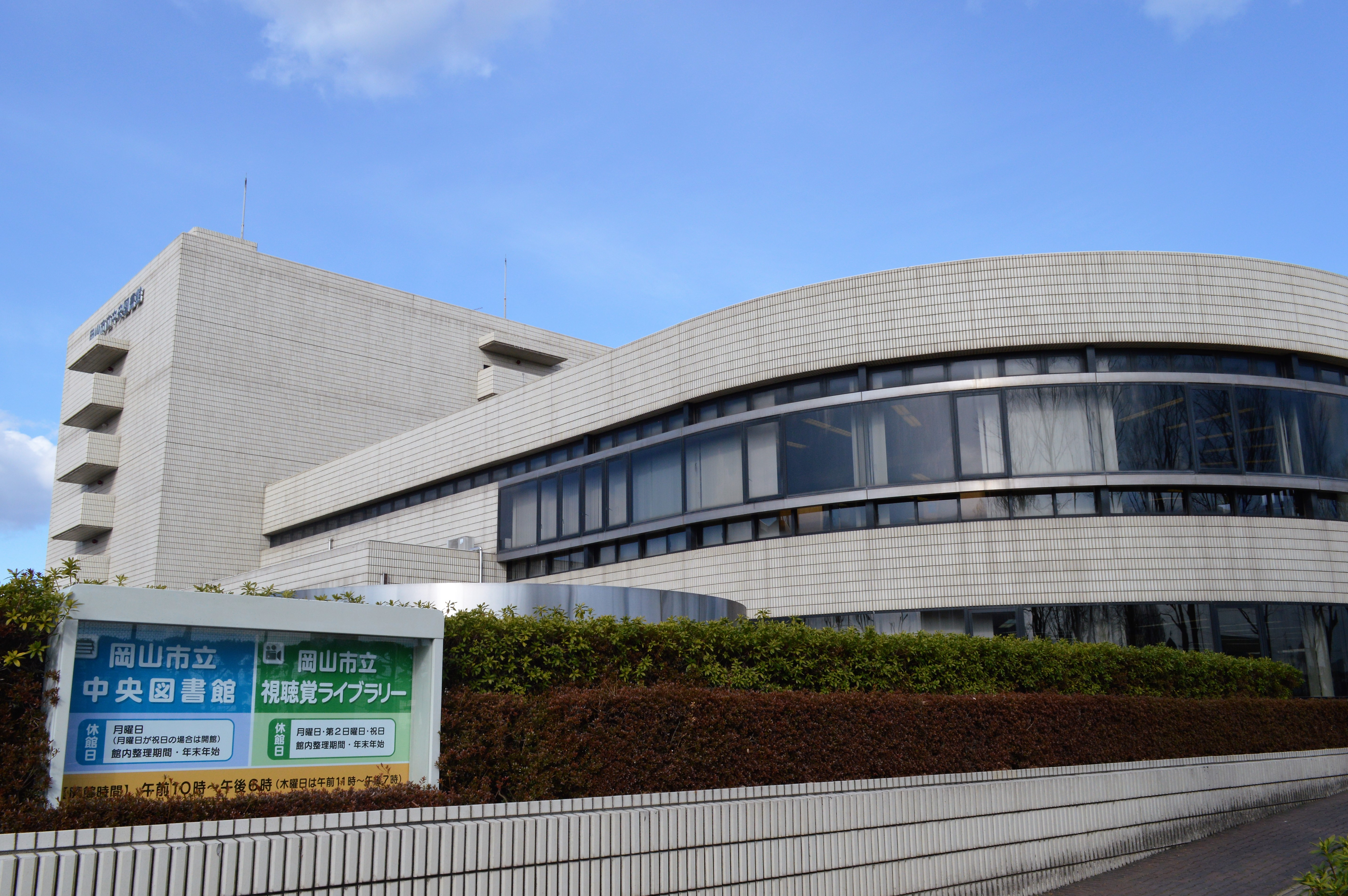
岡山市立中央図書館（1986年）
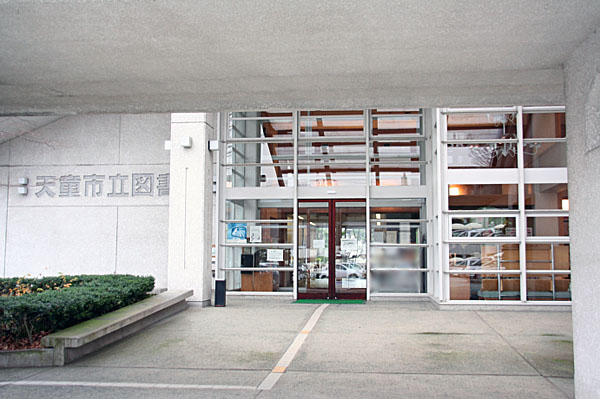
天童市立図書館（1987年）
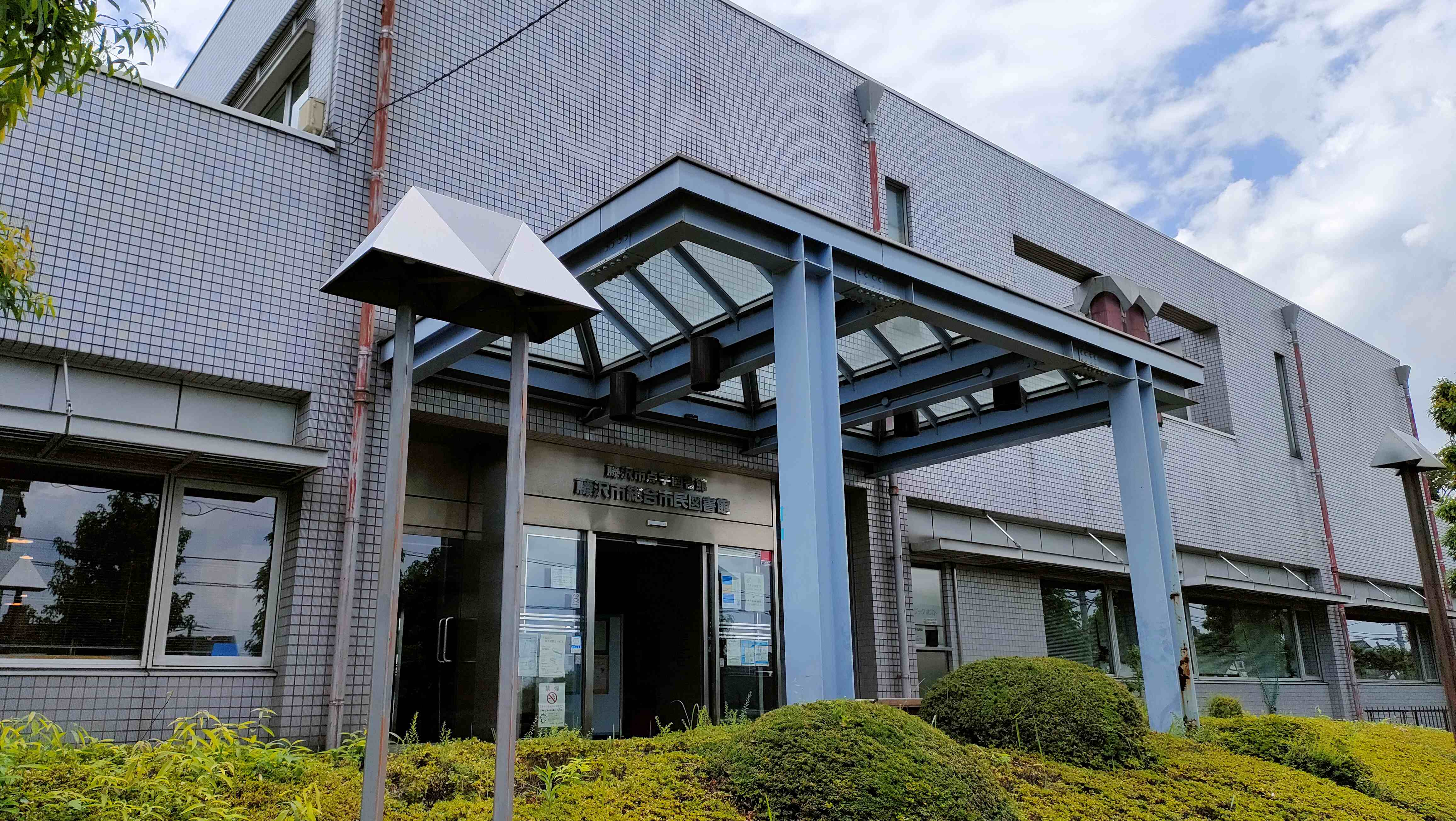
藤沢市総合市民図書館（1988年）
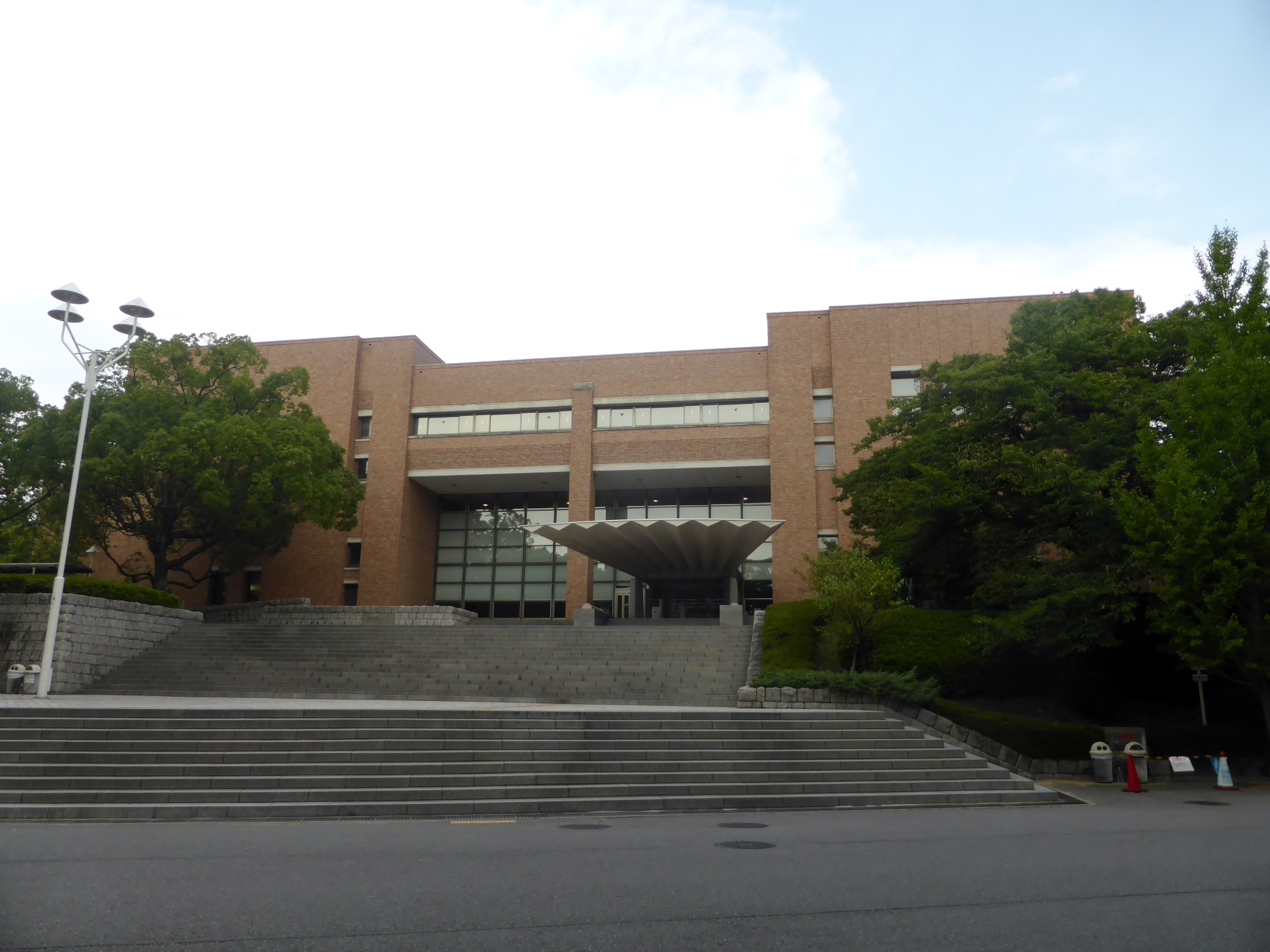
関西大学総合図書館（1988年）
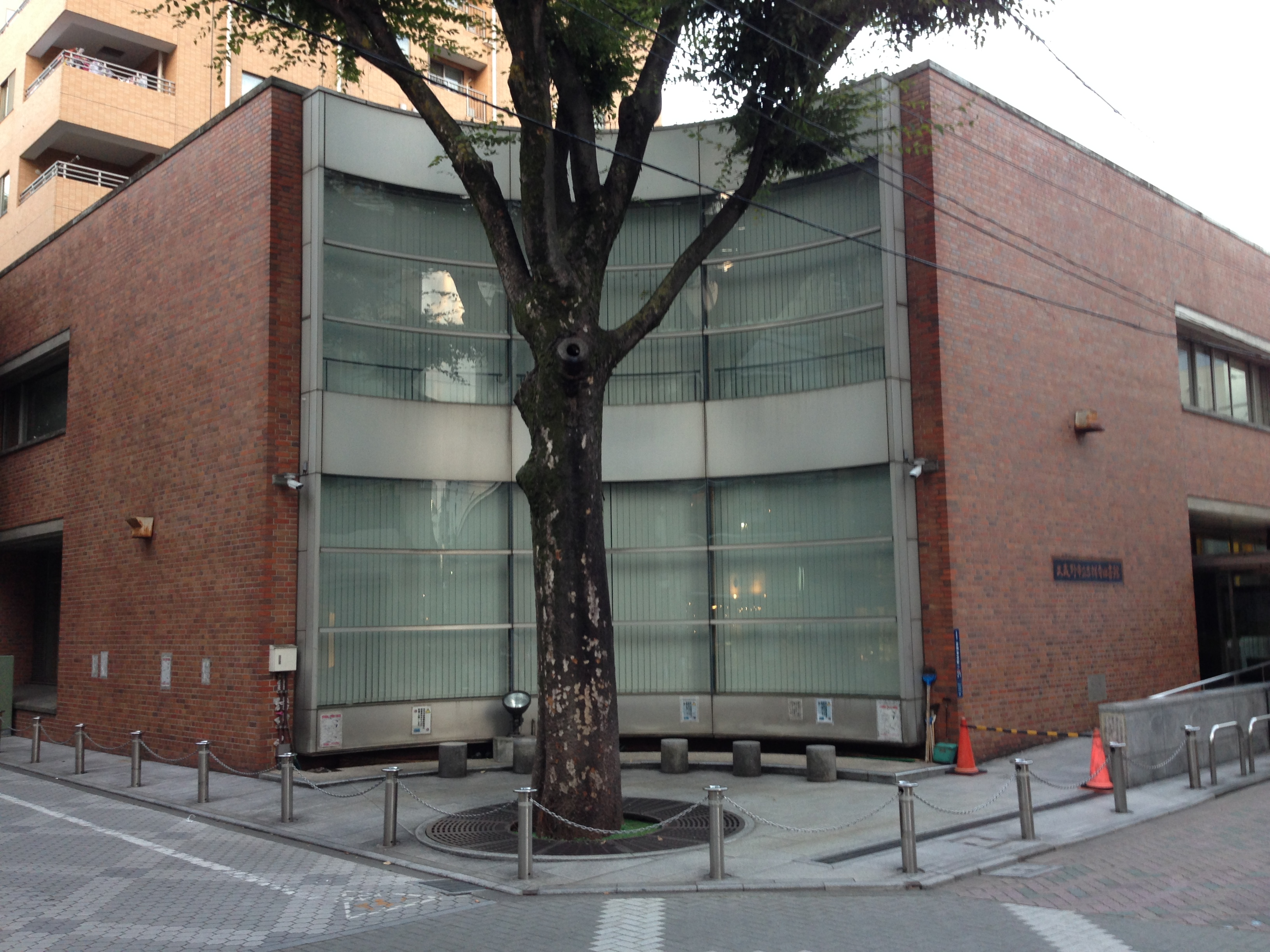
武蔵野市立吉祥寺図書館（1989年）
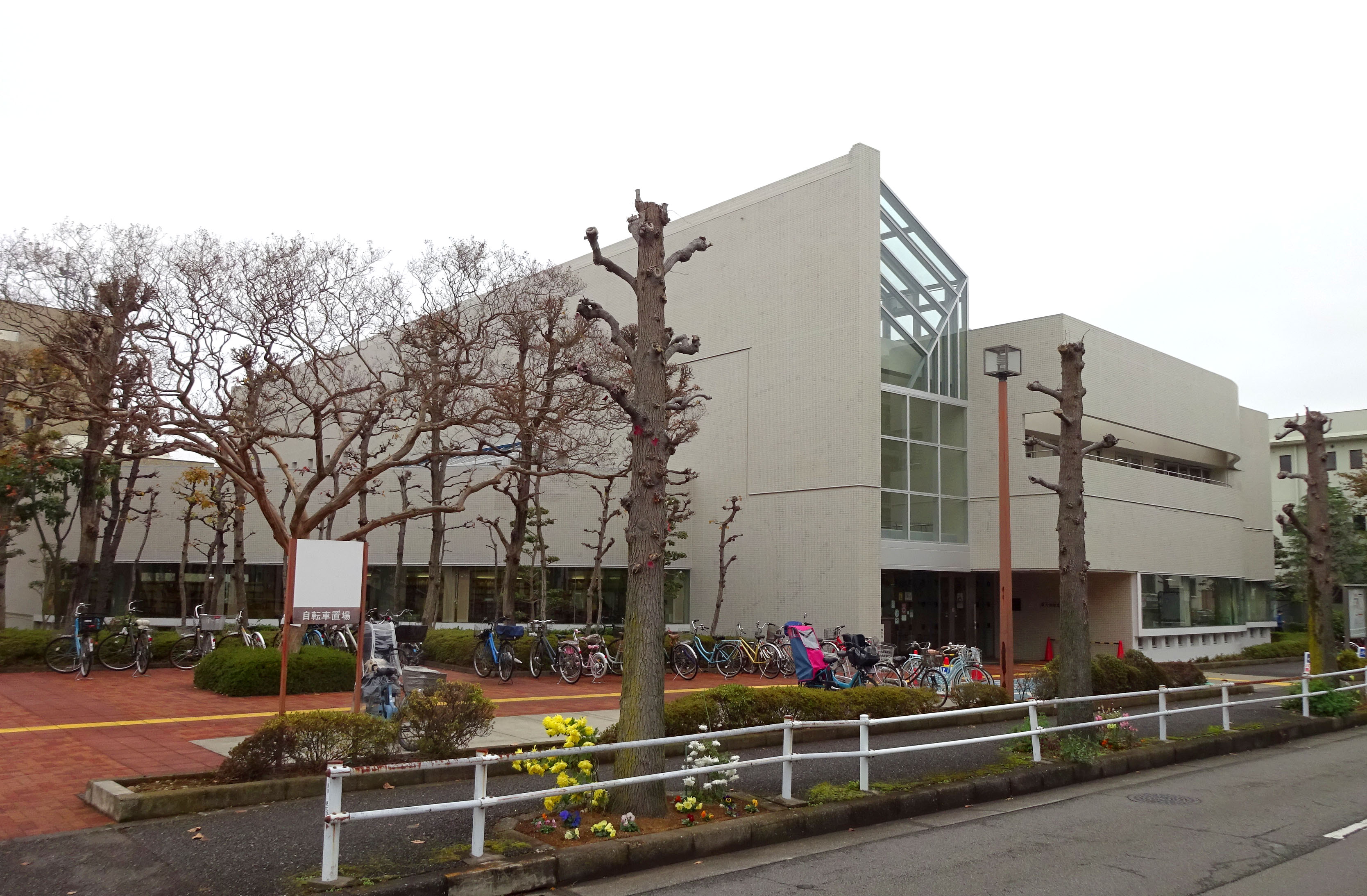
東大和市立中央図書館（1989年）
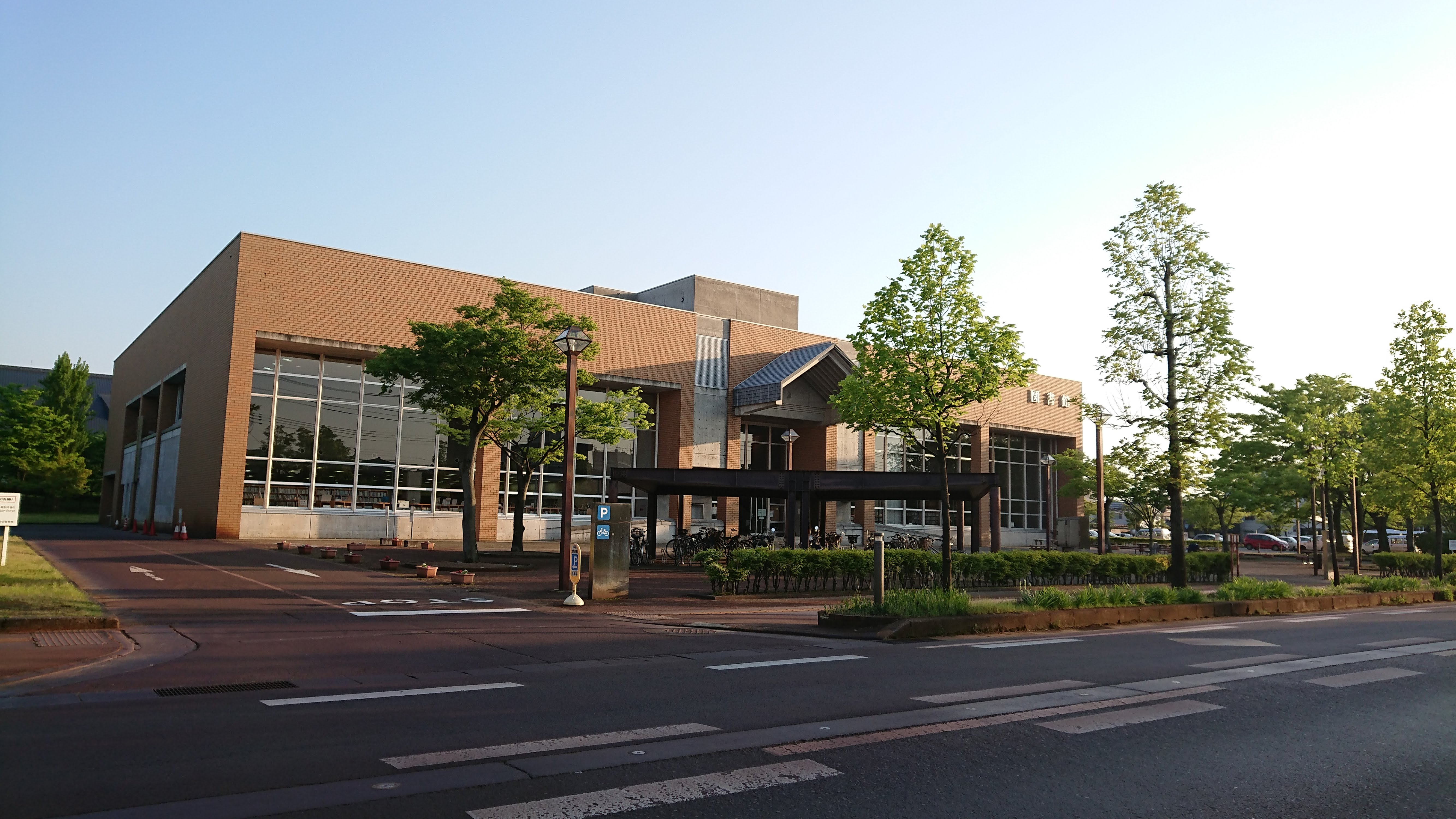
長岡市立中央図書館（1989年）
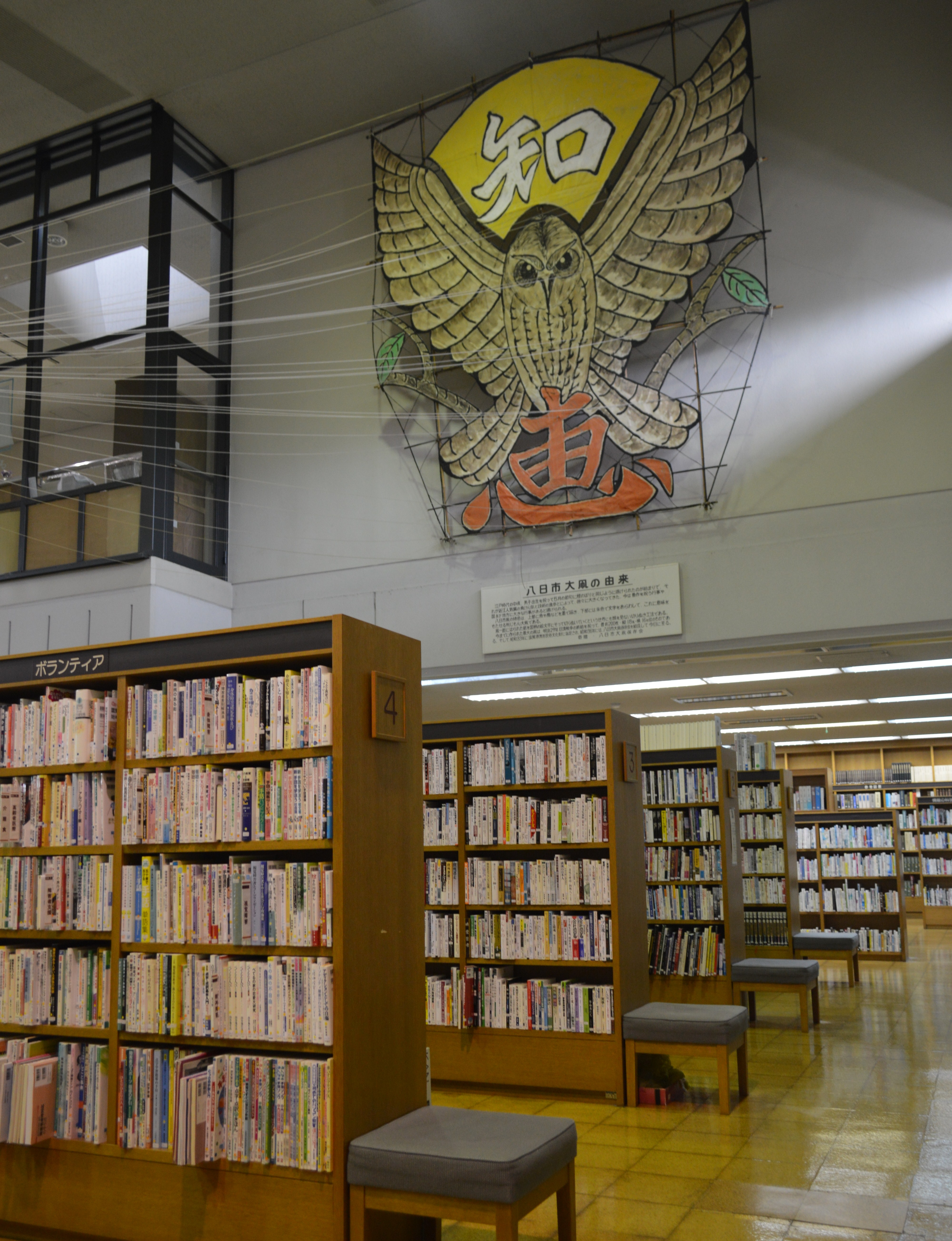
八日市市立図書館（1989年）

### 1990年代
| 回     | 年   | 賞     | 図書館                                          | 所在地           |
| ------ | ---- | ------ | ----------------------------------------------- | ---------------- |
| 第6回  | 1990 | 優秀賞 | 南足柄市立図書館                                | 神奈川県南足柄市 |
| 第7回  | 1991 | 優秀賞 | 伊勢原市立図書館                                | 神奈川県伊勢原市 |
| 第7回  | 1991 | 優秀賞 | 三田市立図書館                                  | 兵庫県三田市     |
| 第7回  | 1991 | 優秀賞 | 藍住町立図書館                                  | 徳島県藍住町     |
| 第7回  | 1991 | 優秀賞 | 成城大学図書館                                  | 東京都世田谷区   |
| 第7回  | 1991 | 特定賞 | 名張市立図書館                                  | 三重県名張市     |
| 第7回  | 1991 | 特定賞 | 富士宮市立中央図書館                            | 静岡県富士宮市   |
| 第7回  | 1991 | 特定賞 | 甲西町立図書館                                  | 滋賀県甲西町     |
| 第8回  | 1992 | 優秀賞 | 石垣市立図書館                                  | 沖縄県石垣市     |
| 第8回  | 1992 | 優秀賞 | 苅田町立図書館                                  | 福岡県苅田町     |
| 第9回  | 1993 | 優秀賞 | 具志川市立図書館                                | 沖縄県具志川市   |
| 第9回  | 1993 | 特定賞 | 宇部市立図書館                                  | 山口県宇部市     |
| 第9回  | 1993 | 特定賞 | 愛知県図書館                                    | 愛知県名古屋市   |
| 第10回 | 1994 | 優秀賞 | 湖東町立図書館                                  | 滋賀県湖東町     |
| 第10回 | 1994 | 特定賞 | 恵庭市立図書館                                  | 北海道恵庭市     |
| 第10回 | 1994 | 特定賞 | 相模女子大学・ 相模女子大学短期大学部附属図書館 | 神奈川県相模原市 |
| 第11回 | 1995 | 建築賞 | 碧南市民図書館                                  | 愛知県碧南市     |
| 第11回 | 1995 | 建築賞 | 中津市立小幡記念図書館                          | 大分県中津市     |
| 第11回 | 1995 | 建築賞 | 武庫川女子大学中央図書館                        | 兵庫県西宮市     |
| 第12回 | 1996 | 建築賞 | 市川市中央図書館                                | 千葉県市川市     |
| 第12回 | 1996 | 建築賞 | 小田原市立かもめ図書館                          | 神奈川県小田原市 |
| 第13回 | 1997 | 建築賞 | 富士市立中央図書館                              | 静岡県富士市     |
| 第13回 | 1997 | 建築賞 | 伊万里市民図書館                                | 佐賀県伊万里市   |
| 第13回 | 1997 | 建築賞 | 神戸町立図書館                                  | 岐阜県神戸町     |
| 第14回 | 1998 | 建築賞 | 大阪市立中央図書館                              | 大阪府大阪市     |
| 第14回 | 1998 | 建築賞 | 大阪府立中央図書館                              | 大阪府大阪市     |
| 第15回 | 1999 | 建築賞 | 豊の国情報ライブラリー                          | 大分県大分市     |
| 第15回 | 1999 | 建築賞 | 関西学院大学図書館                              | 兵庫県西宮市     |
| 第15回 | 1999 | 建築賞 | ブリティッシュ・カウンシル図書館情報センター    | 東京都新宿区     |

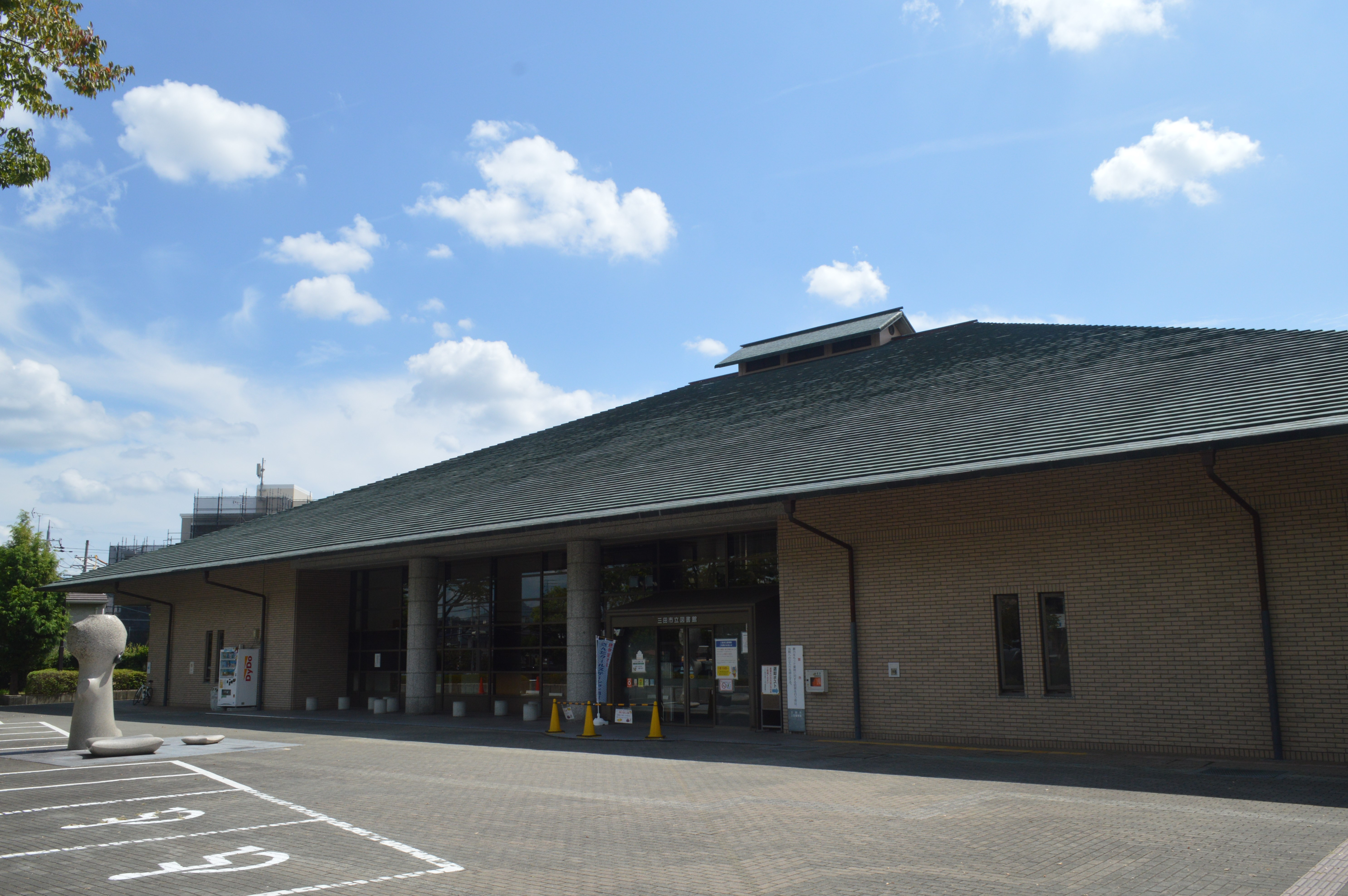
三田市立図書館（1991年）
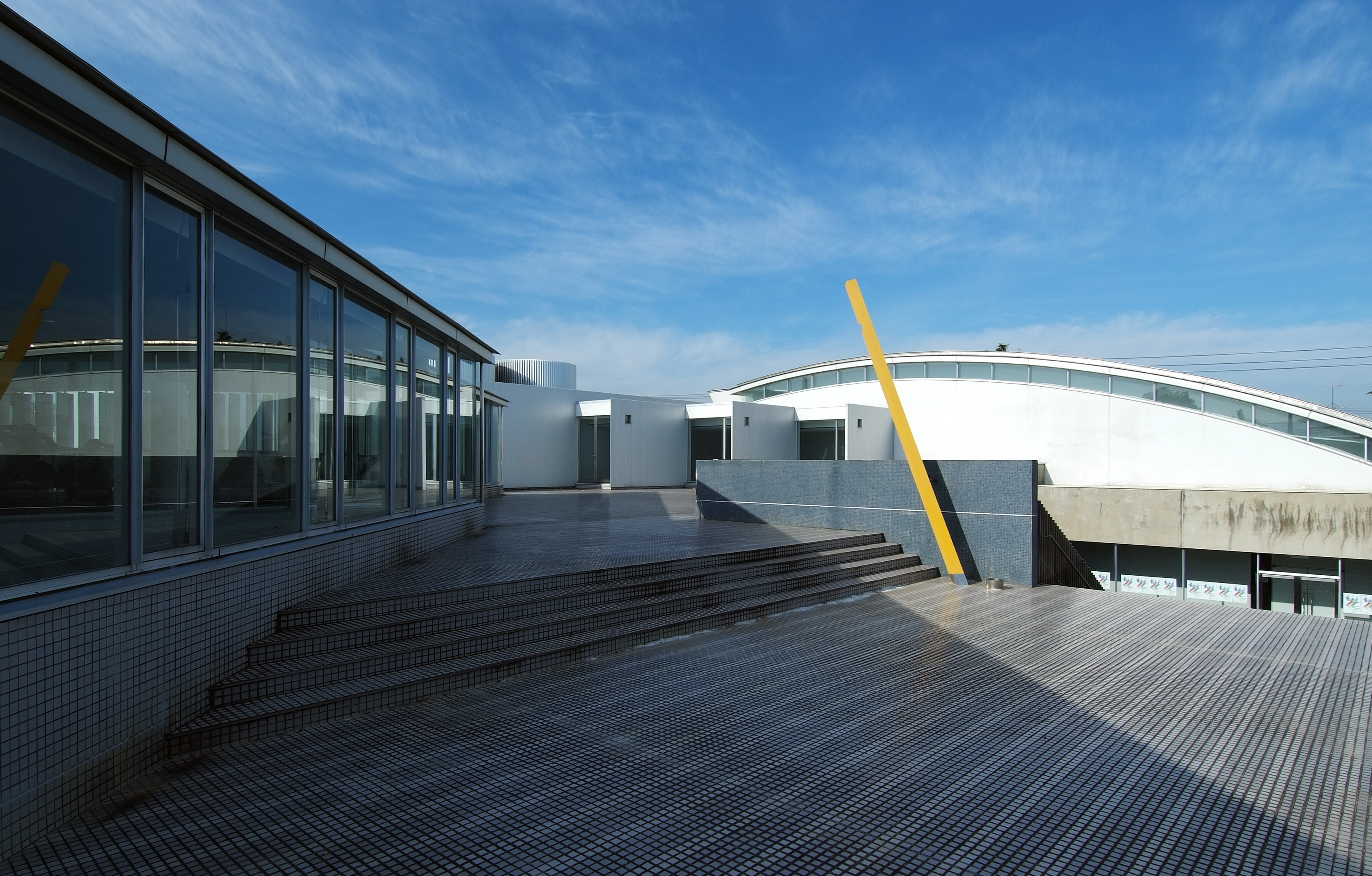
中津市立小幡記念図書館（1995年）
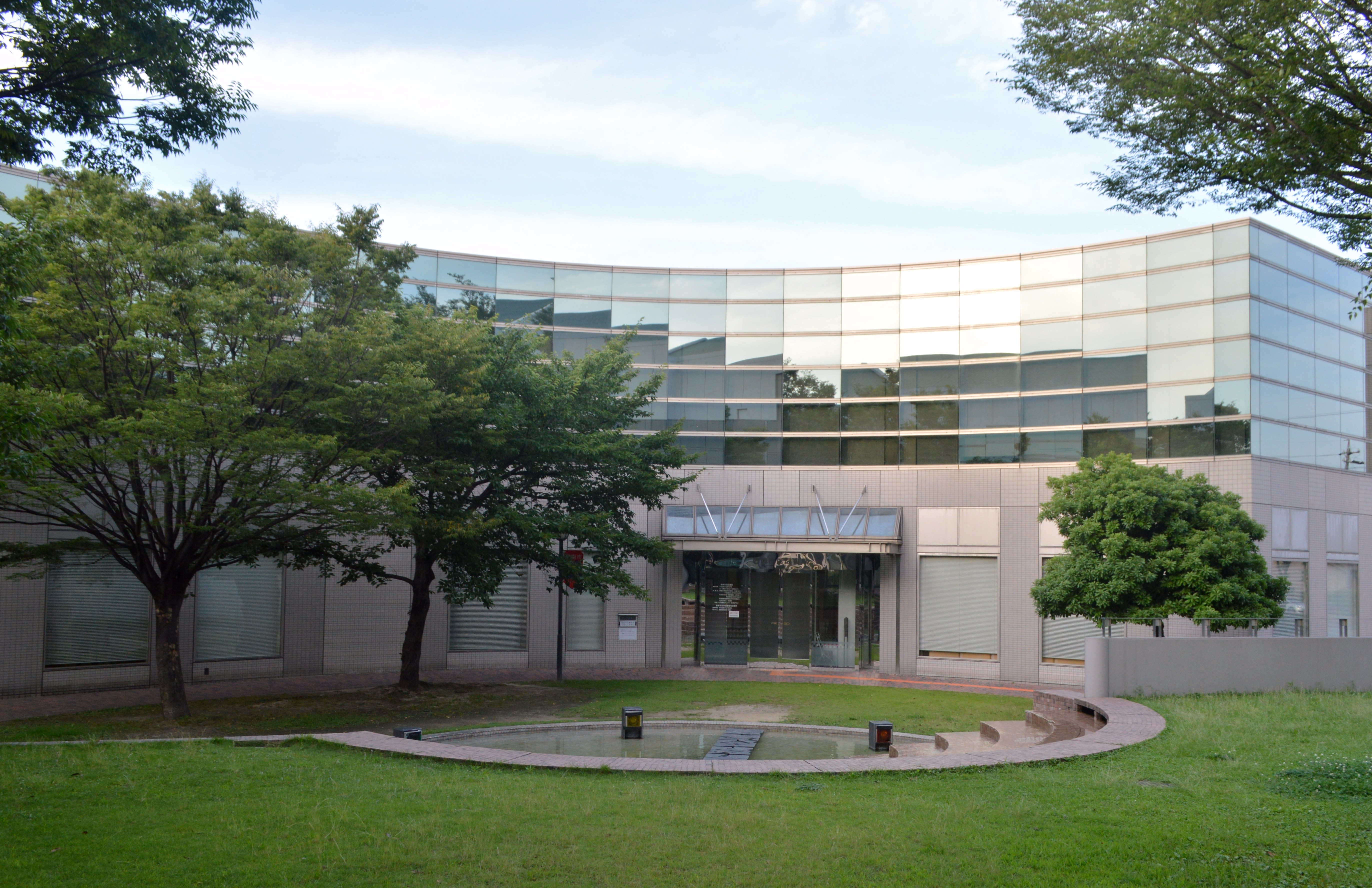
碧南市民図書館（1995年）
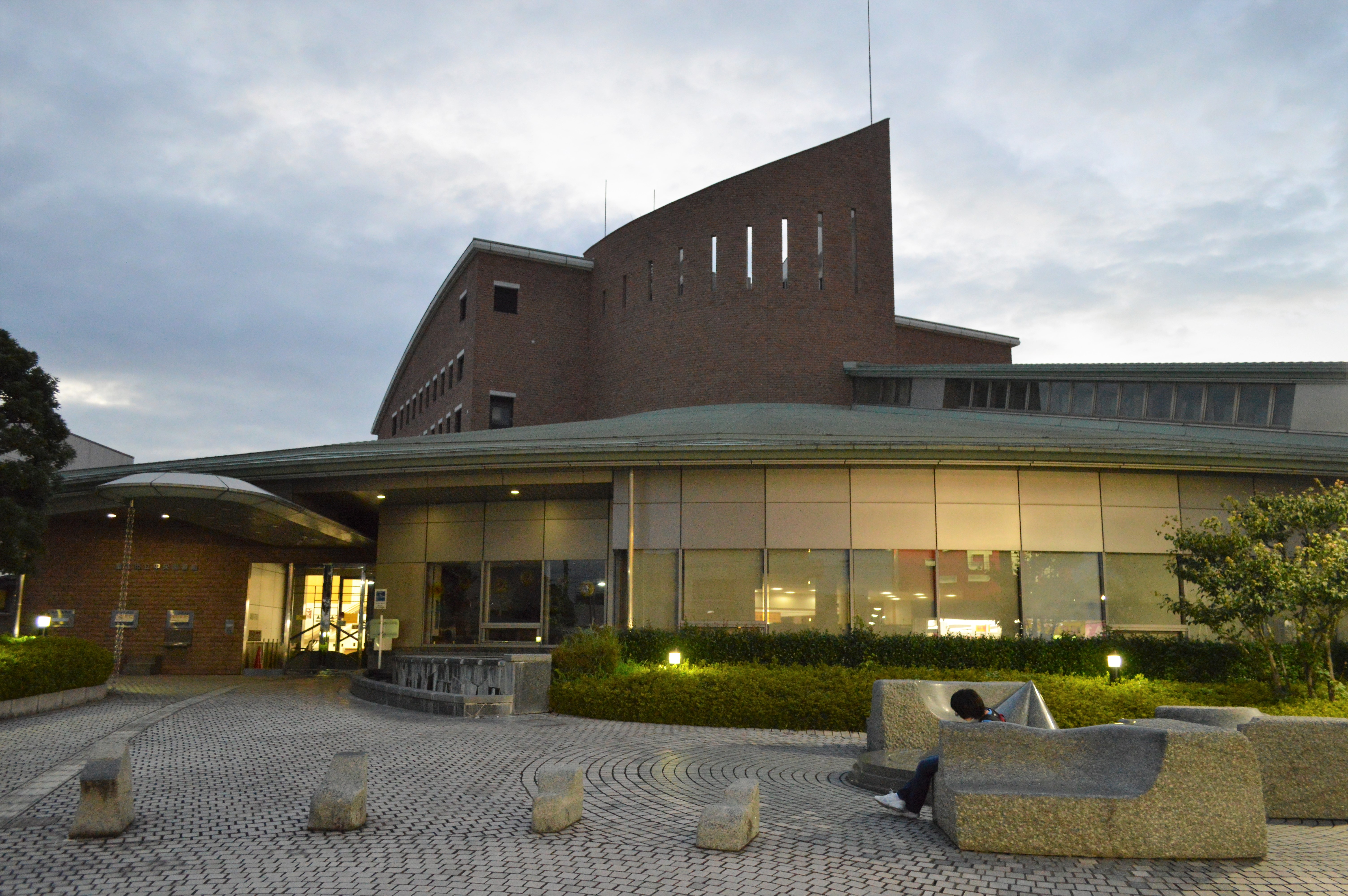
富士市立中央図書館（1997年）
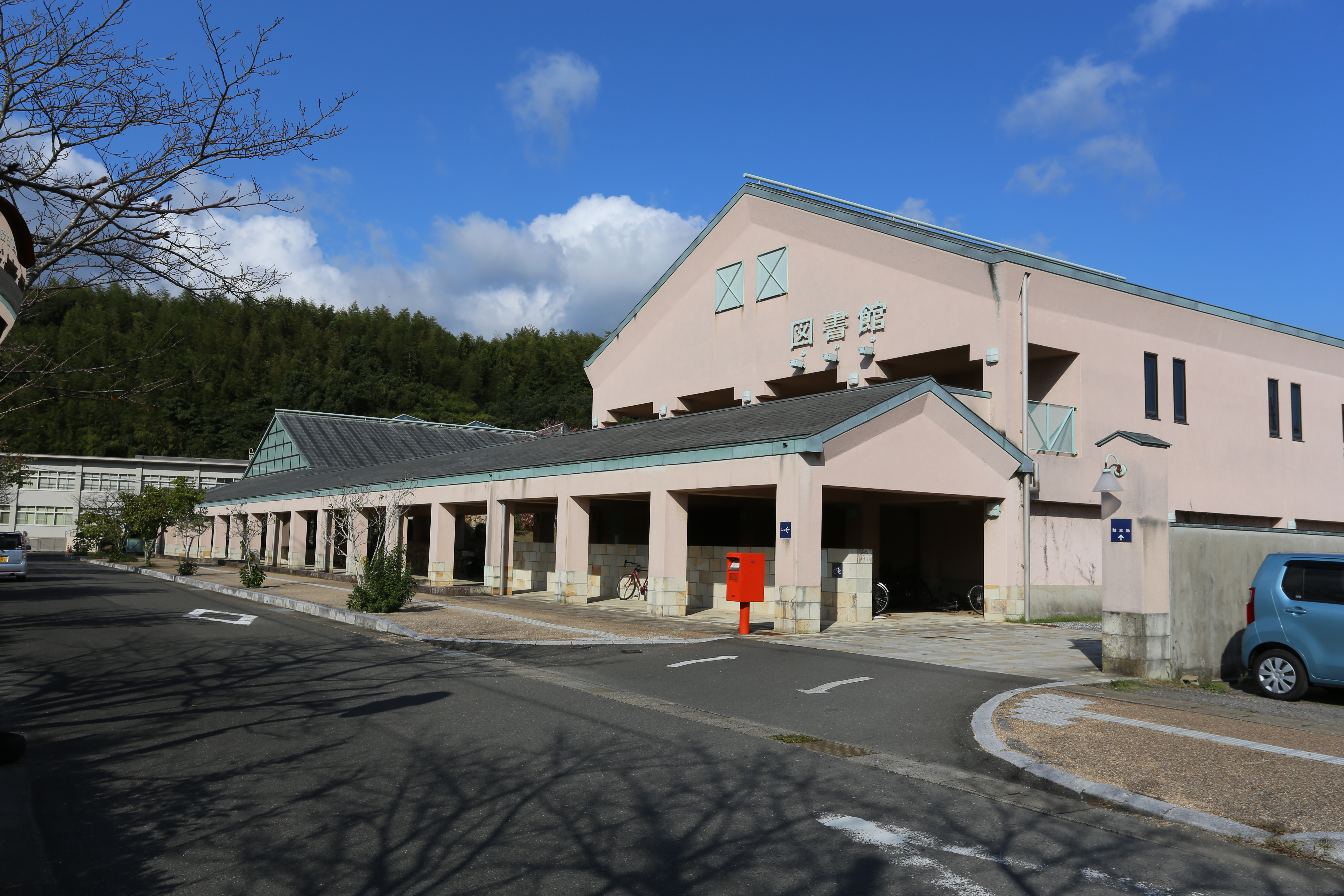
伊万里市民図書館（1997年）
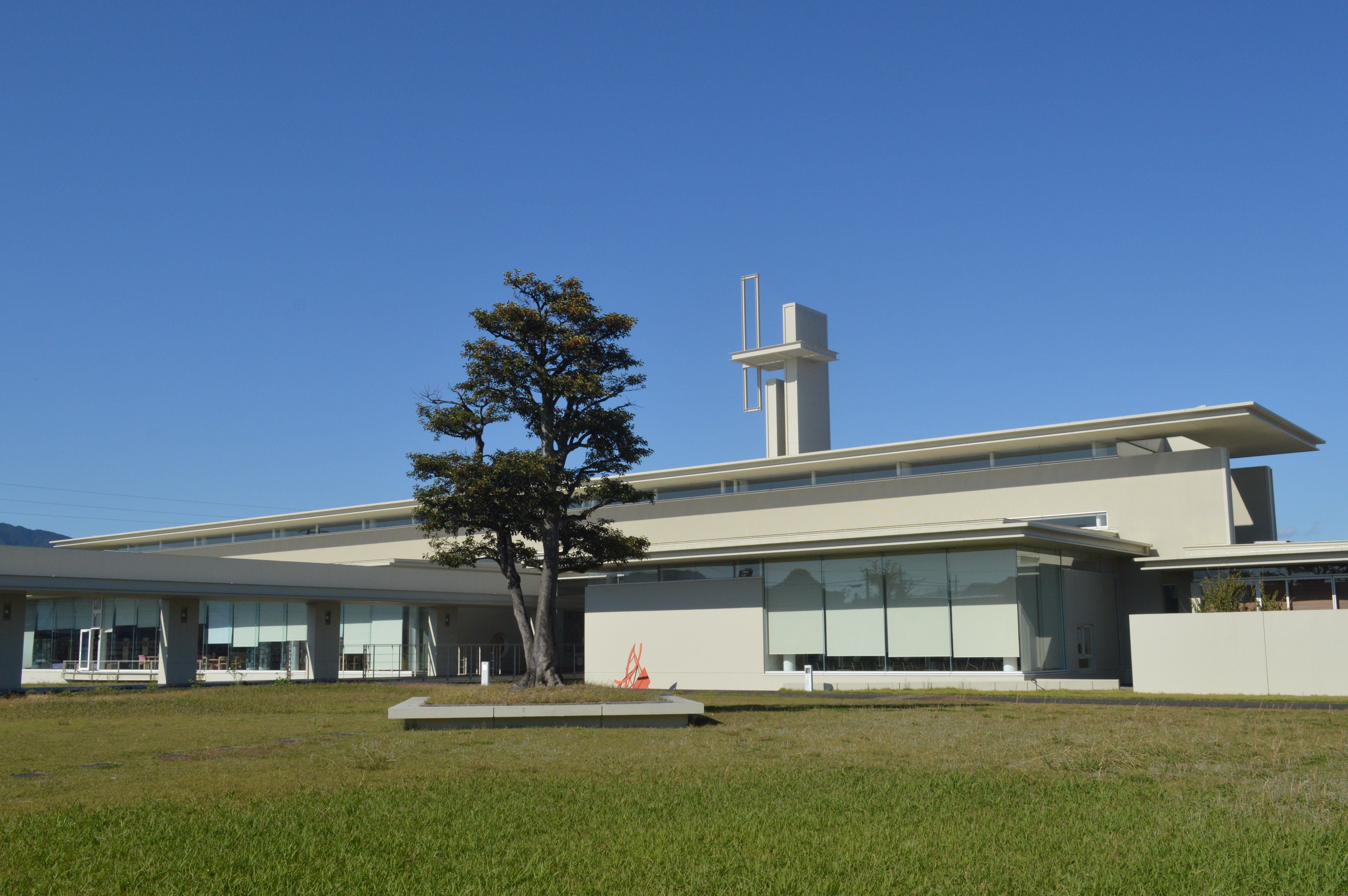
神戸町立図書館（1997年）
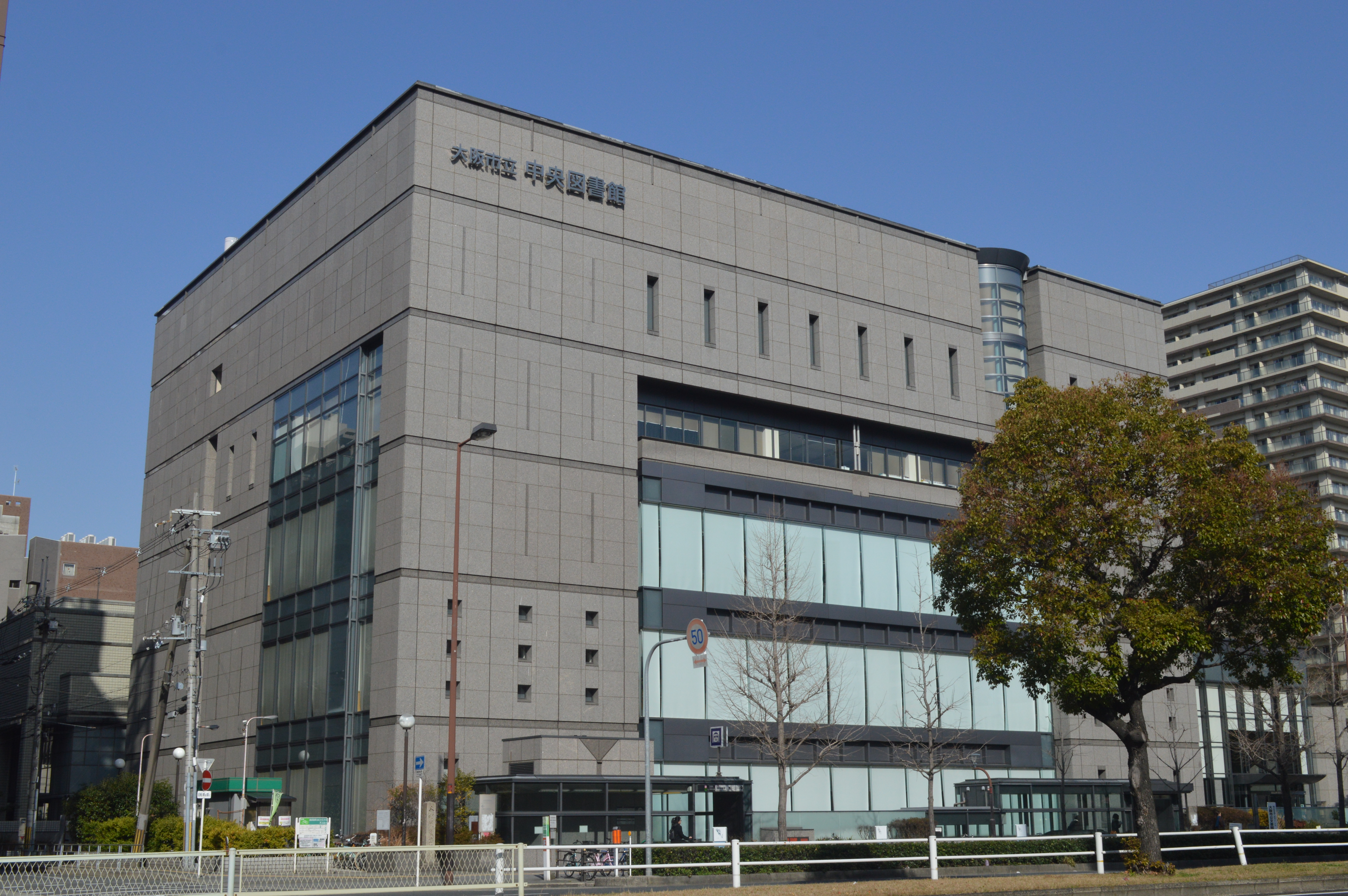
大阪市立中央図書館（1998年）
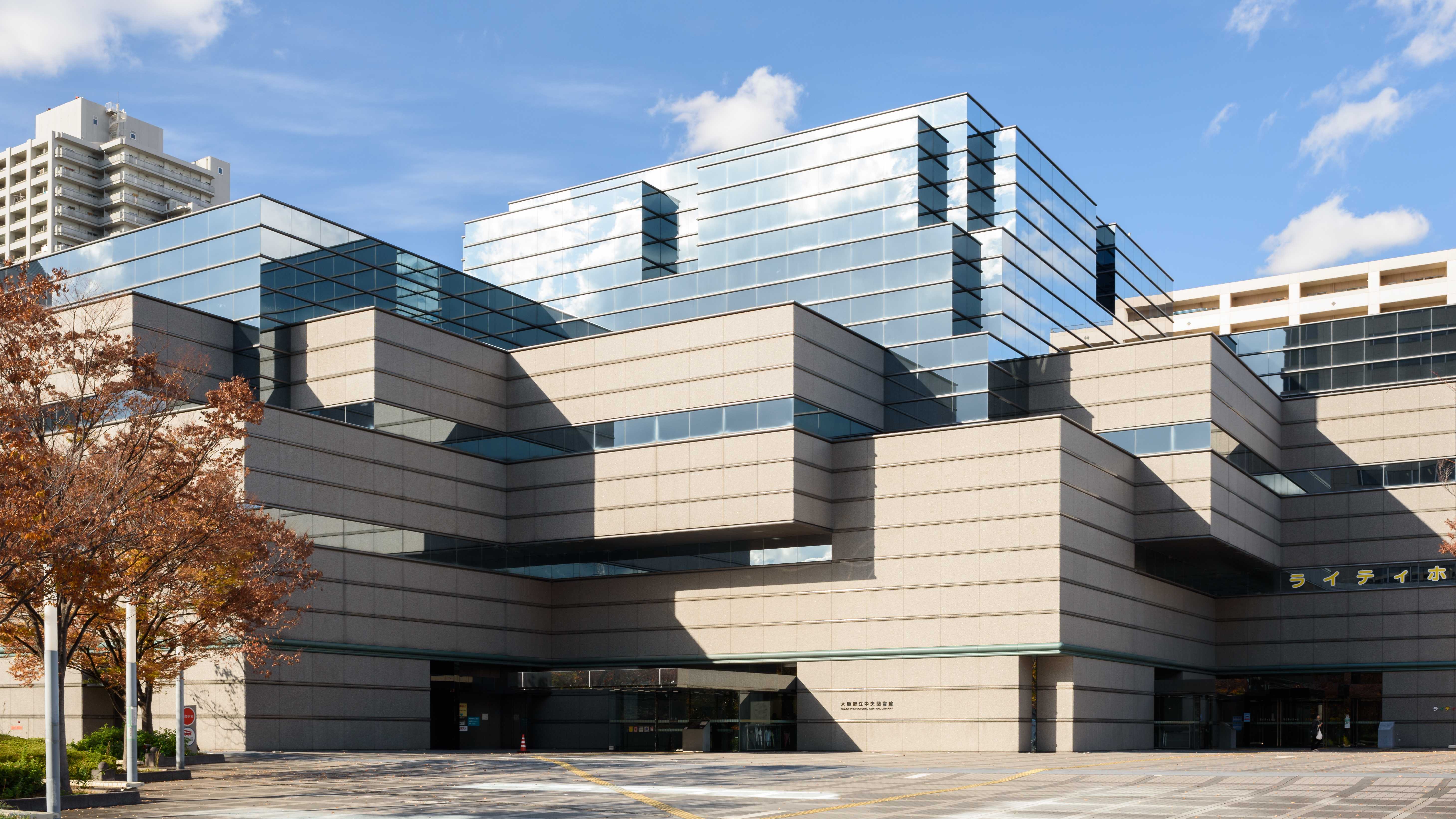
大阪府立中央図書館（1998年）
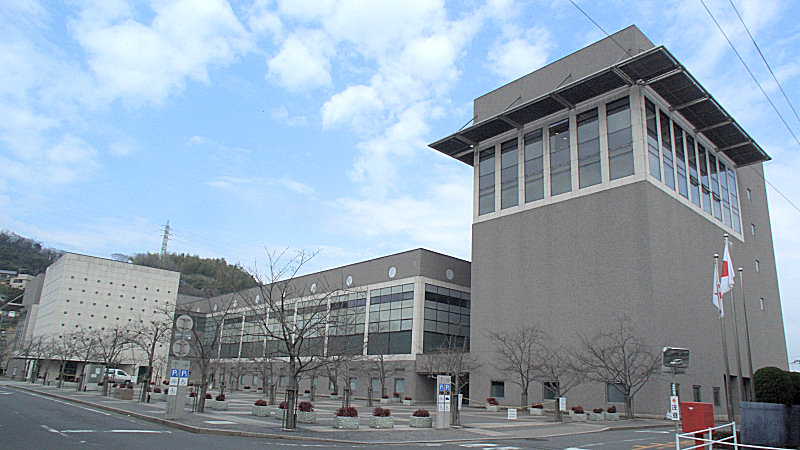
豊の国情報ライブラリー（1999年）

### 2000年代
| 回     | 年   | 賞     | 図書館                             | 所在地           |
| ------ | ---- | ------ | ---------------------------------- | ---------------- |
| 第16回 | 2000 | 建築賞 | 下館市立図書館                     | 茨城県下館市     |
| 第16回 | 2000 | 建築賞 | 洲本市立図書館                     | 兵庫県洲本市     |
| 第16回 | 2000 | 建築賞 | 宇佐市民図書館                     | 大分県宇佐市     |
| 第17回 | 2001 | 建築賞 | 吉田町立図書館                     | 静岡県吉田町     |
| 第17回 | 2001 | 建築賞 | 不知火町立図書館                   | 熊本県不知火町   |
| 第18回 | 2002 | 建築賞 | 石狩市民図書館                     | 北海道石狩市     |
| 第18回 | 2002 | 建築賞 | むつ市立図書館                     | 青森県むつ市     |
| 第18回 | 2002 | 建築賞 | 明治大学中央図書館                 | 東京都千代田区   |
| 第19回 | 2003 | 建築賞 | 千葉市中央図書館                   | 千葉県千葉市     |
| 第19回 | 2003 | 建築賞 | 茨城県立図書館                     | 茨城県水戸市     |
| 第20回 | 2004 | 建築賞 | 広島修道大学図書館                 | 広島県広島市     |
| 第20回 | 2004 | 建築賞 | 国立国会図書館関西館               | 京都府精華町     |
| 第21回 | 2005 | 建築賞 | 斐川町立図書館                     | 島根県斐川町     |
| 第22回 | 2006 | 建築賞 | 置戸町生涯学習情報センター         | 北海道置戸町     |
| 第23回 | 2007 | 建築賞 | 函館市中央図書館                   | 北海道函館市     |
| 第24回 | 2008 | 建築賞 | 龍谷大学大宮図書館                 | 京都府京都市     |
| 第24回 | 2008 | 建築賞 | 潮来市立図書館                     | 茨城県潮来市     |
| 第25回 | 2009 | 建築賞 | 大手前大学メディアライブラリーCELL | 兵庫県西宮市     |
| 第25回 | 2009 | 建築賞 | あきる野市東部図書館 エル          | 東京都あきる野市 |

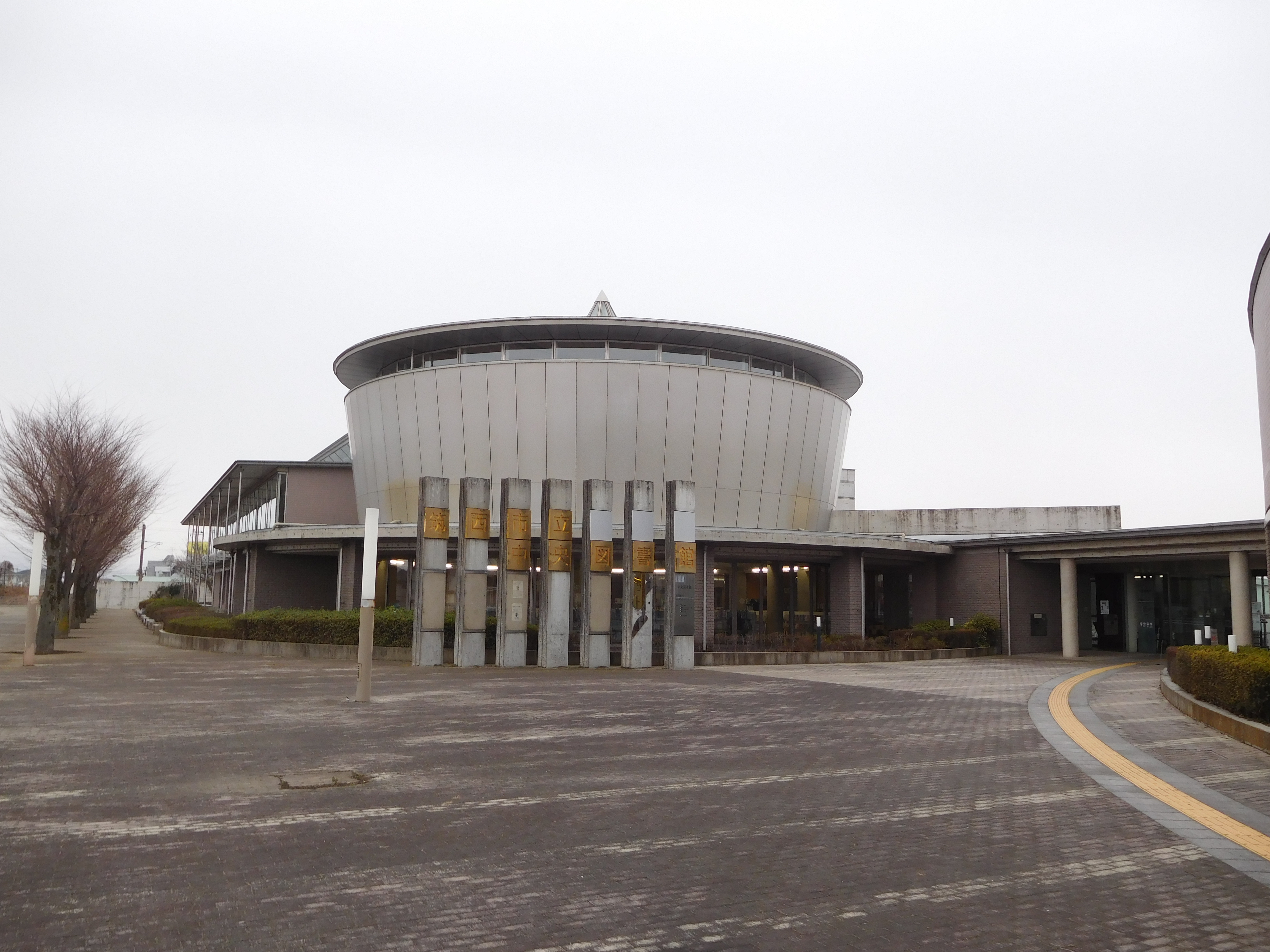
下館市立図書館（2000年）
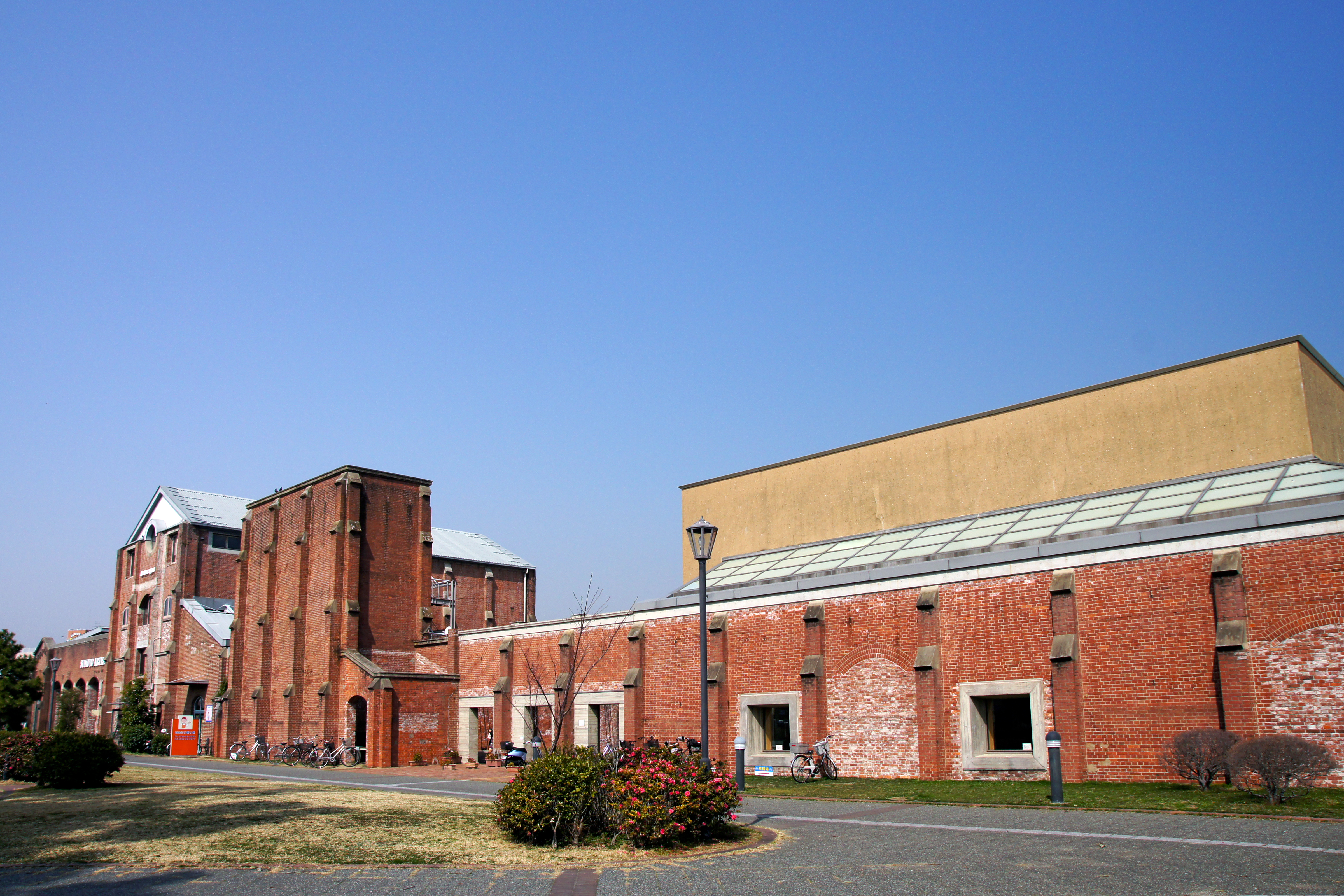
洲本市立図書館（2000年）
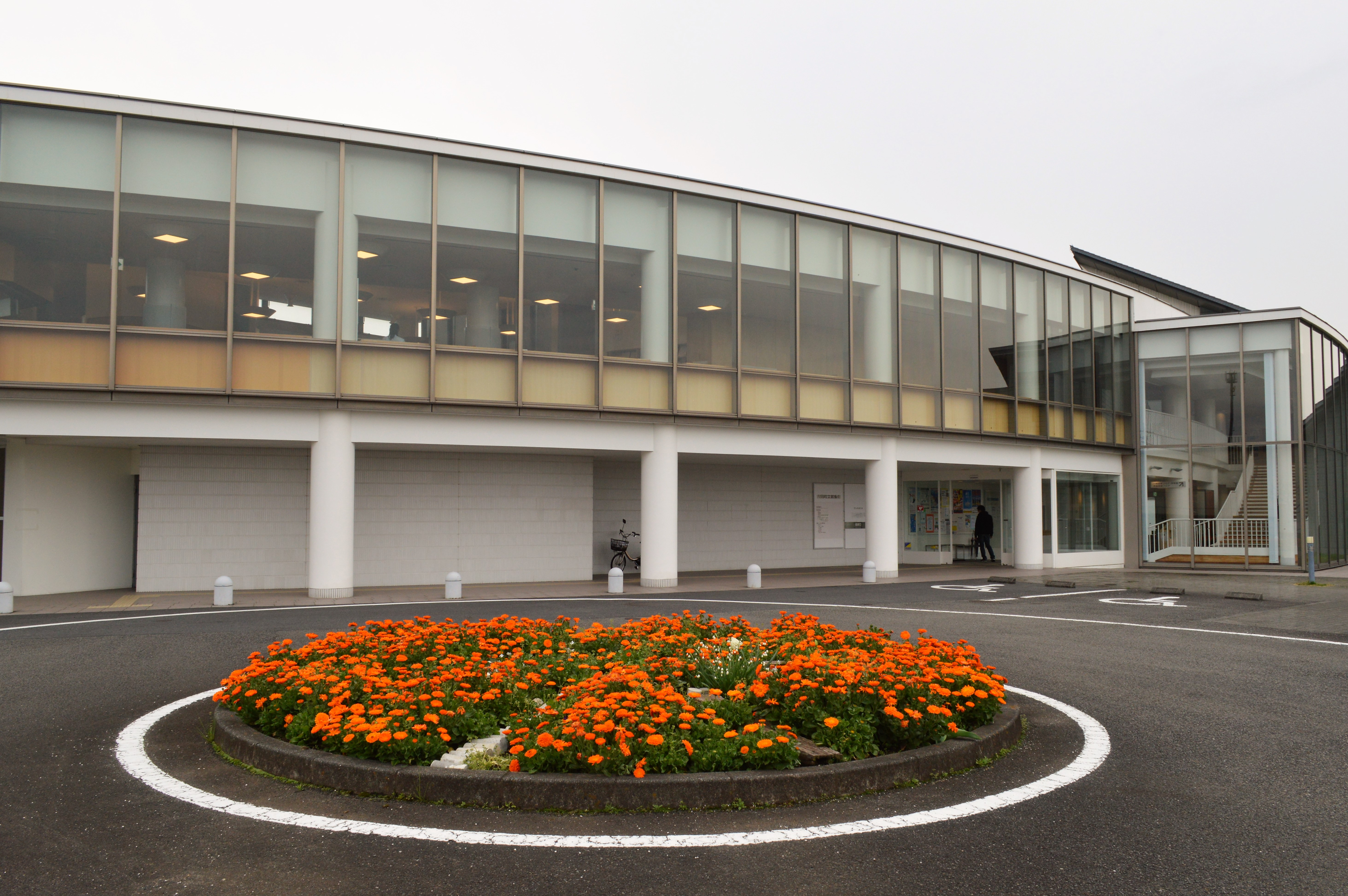
吉田町立図書館（2001年）
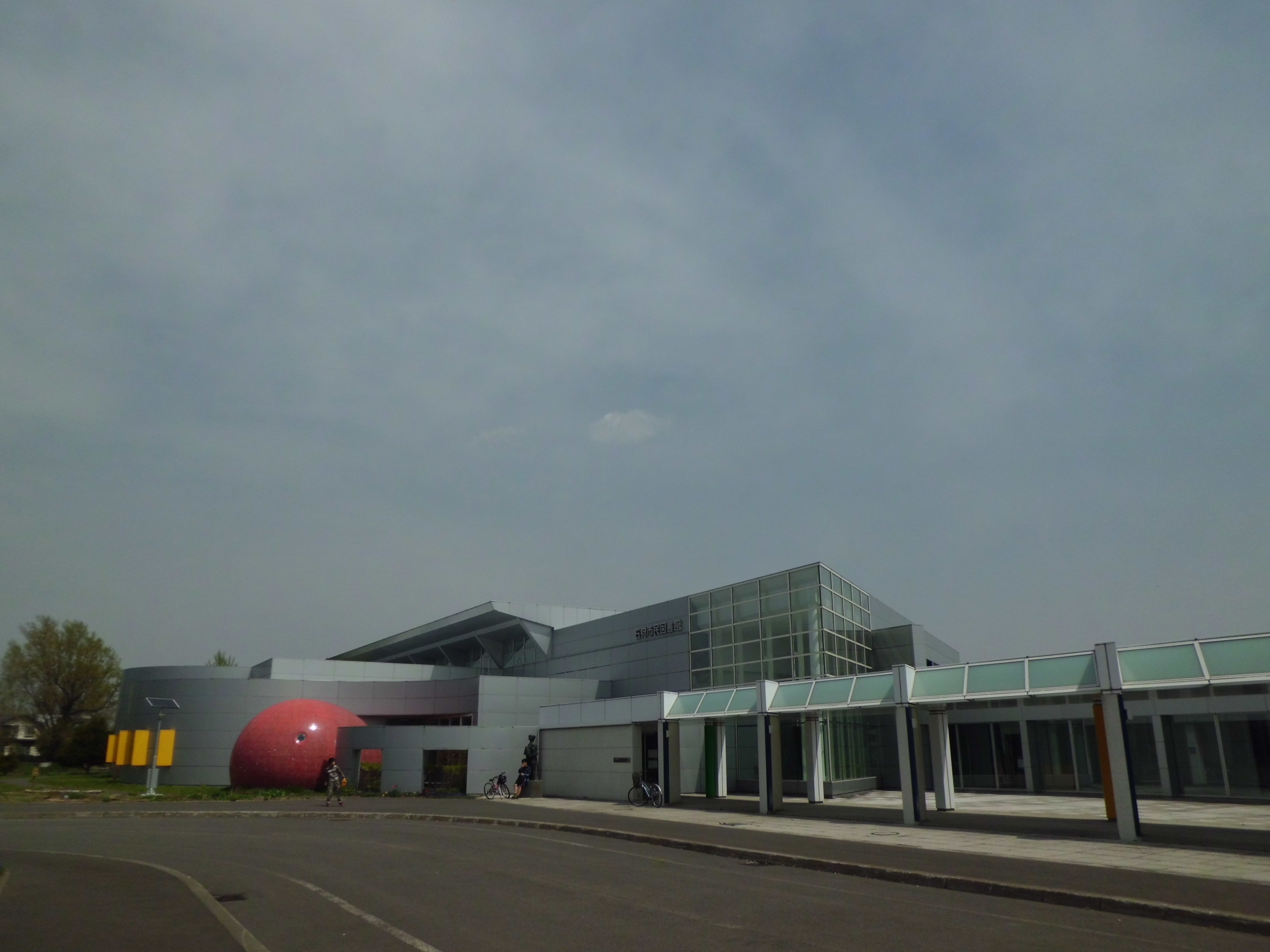
石狩市民図書館（2002年）
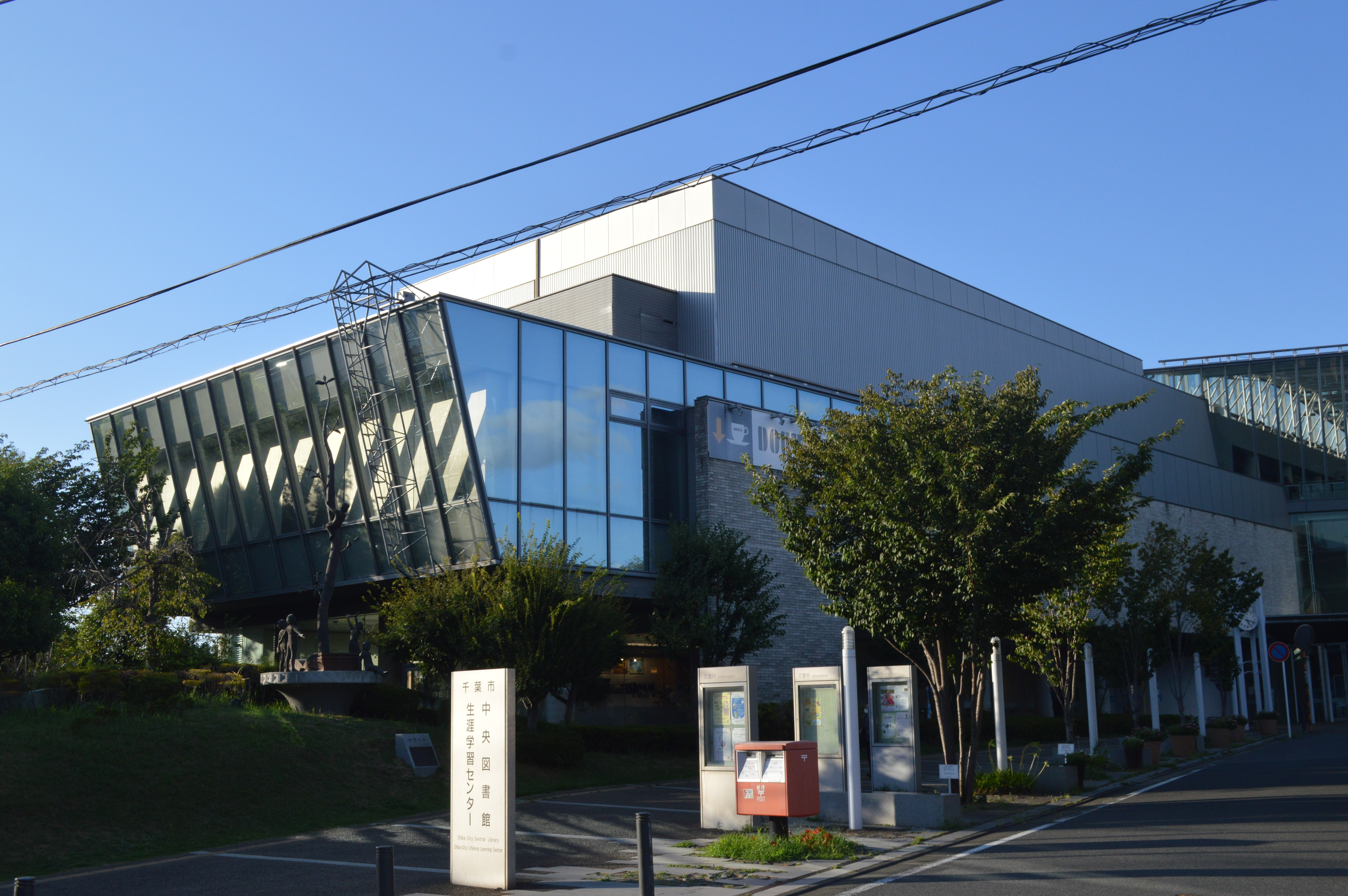
千葉市中央図書館（2003年）
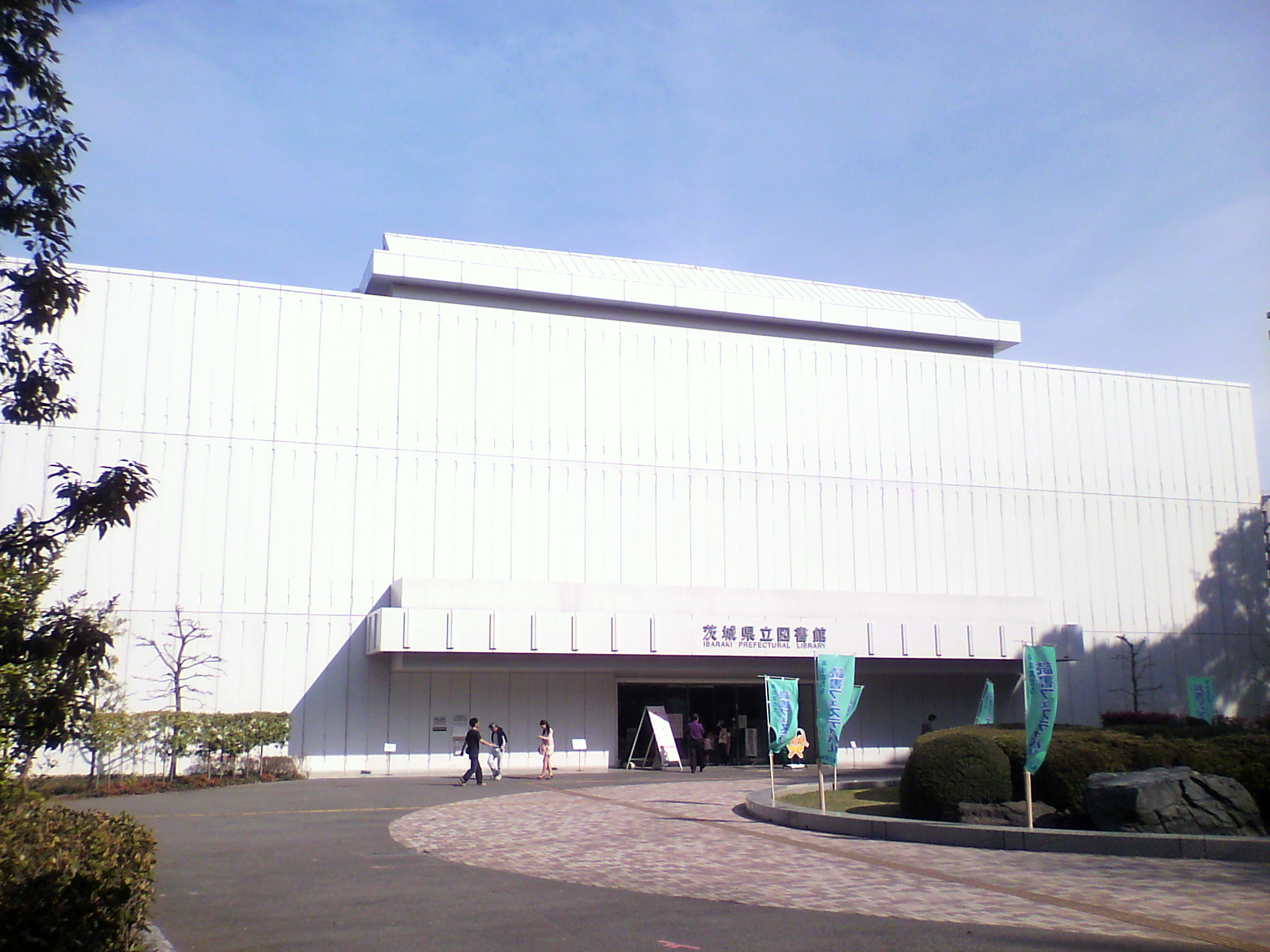
茨城県立図書館（2003年）
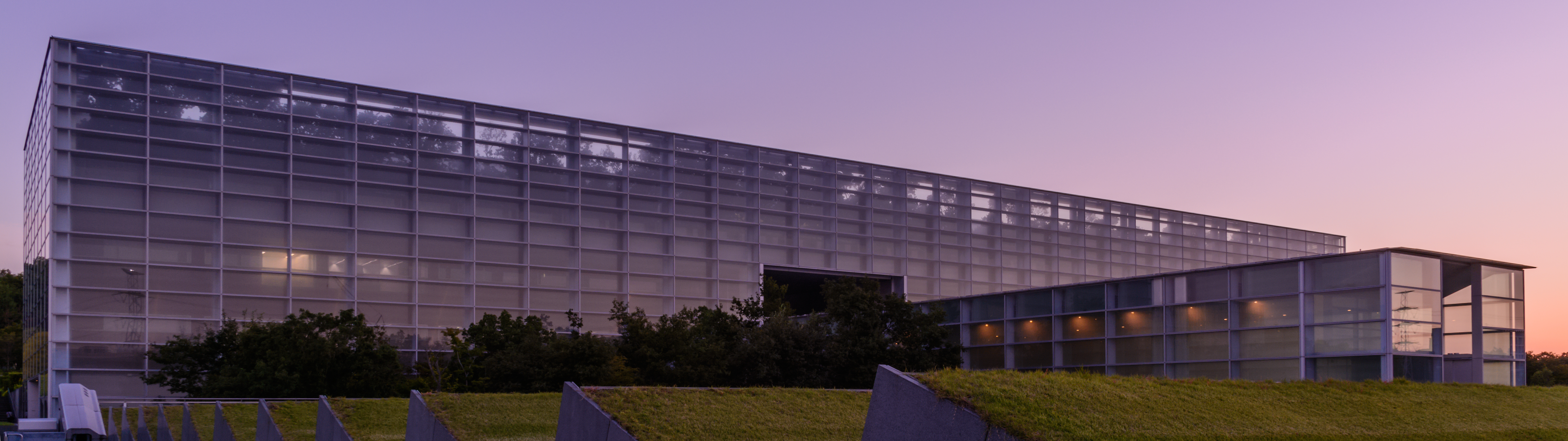
国立国会図書館関西館（2004年）
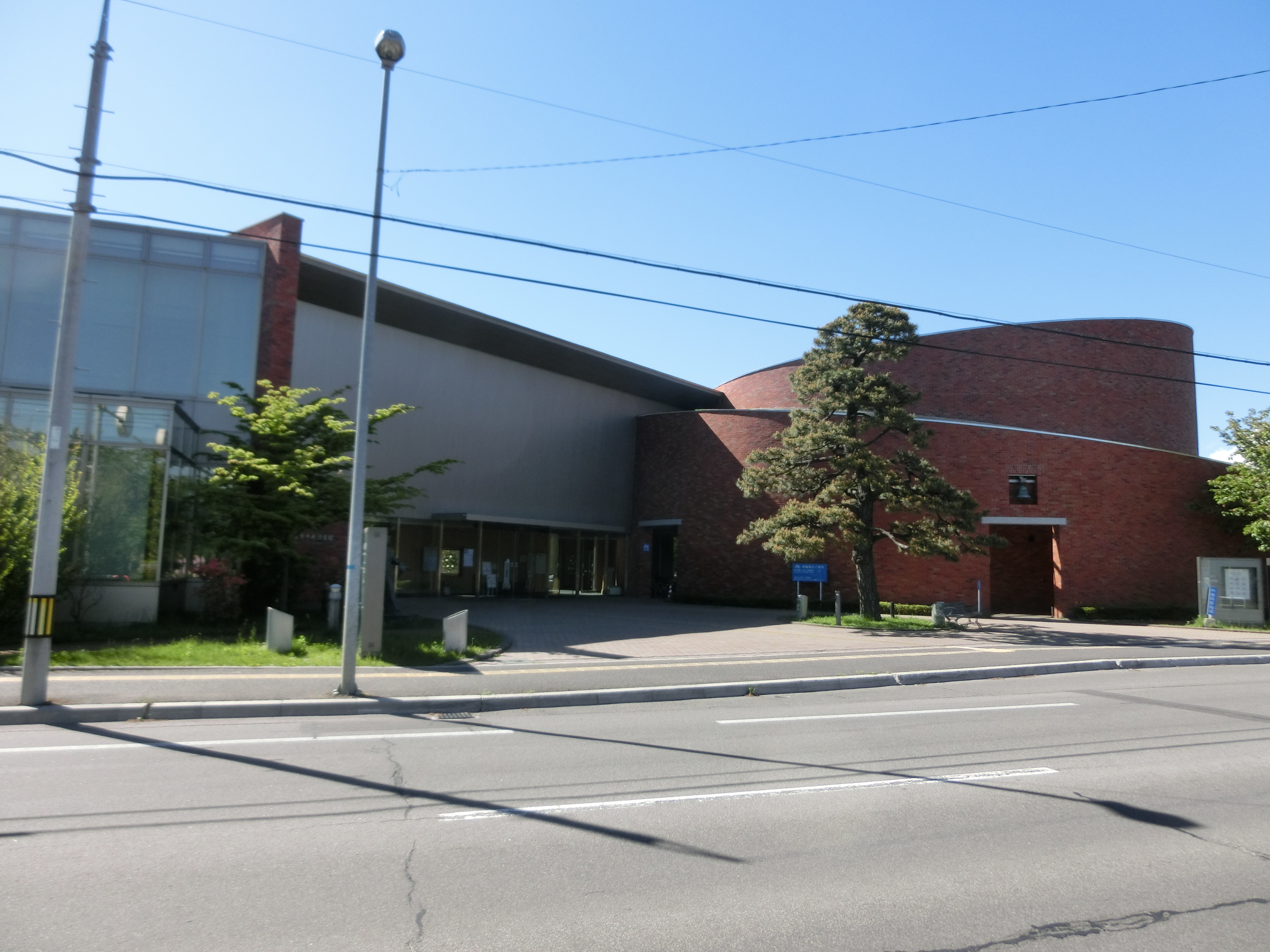
函館市中央図書館（2007年）

### 2010年代
| 回     | 年   | 賞     | 図書館                                       | 所在地         |
| ------ | ---- | ------ | -------------------------------------------- | -------------- |
| 第26回 | 2010 | 建築賞 | 新潟市立中央図書館                           | 新潟県新潟市   |
| 第27回 | 2011 | 建築賞 | 北区立中央図書館                             | 東京都北区     |
| 第28回 | 2012 | 建築賞 | 小布施町立図書館まちとしょテラソ             | 長野県小布施町 |
| 第29回 | 2013 | 建築賞 | 金沢海みらい図書館                           | 石川県金沢市   |
| 第29回 | 2013 | 建築賞 | 南相馬市立中央図書館・市民情報交流センター   | 福島県南相馬市 |
| 第30回 | 2014 | 建築賞 | 明治大学和泉図書館                           | 東京都杉並区   |
| 第30回 | 2014 | 建築賞 | 立教大学池袋図書館                           | 東京都豊島区   |
| 第31回 | 2015 | 建築賞 | 宇美町地域交流センター「うみ・みらい館」     | 福岡県宇美町   |
| 第31回 | 2015 | 建築賞 | 東京理科大学葛飾図書館                       | 東京都葛飾区   |
| 第32回 | 2016 | 建築賞 | 聖籠町立図書館                               | 新潟県聖籠町   |
| 第33回 | 2017 | 建築賞 | 八千代市立中央図書館・八千代市市民ギャラリー | 千葉県八千代市 |
| 第34回 | 2018 | 建築賞 | 市立小諸図書館                               | 長野県小諸市   |
| 第34回 | 2018 | 建築賞 | ふみの森もてぎ図書館                         | 栃木県茂木町   |
| 第35回 | 2019 | 建築賞 | 竹田市立図書館                               | 大分県竹田市   |
| 第35回 | 2019 | 建築賞 | 西南学院大学図書館                           | 福岡県福岡市   |

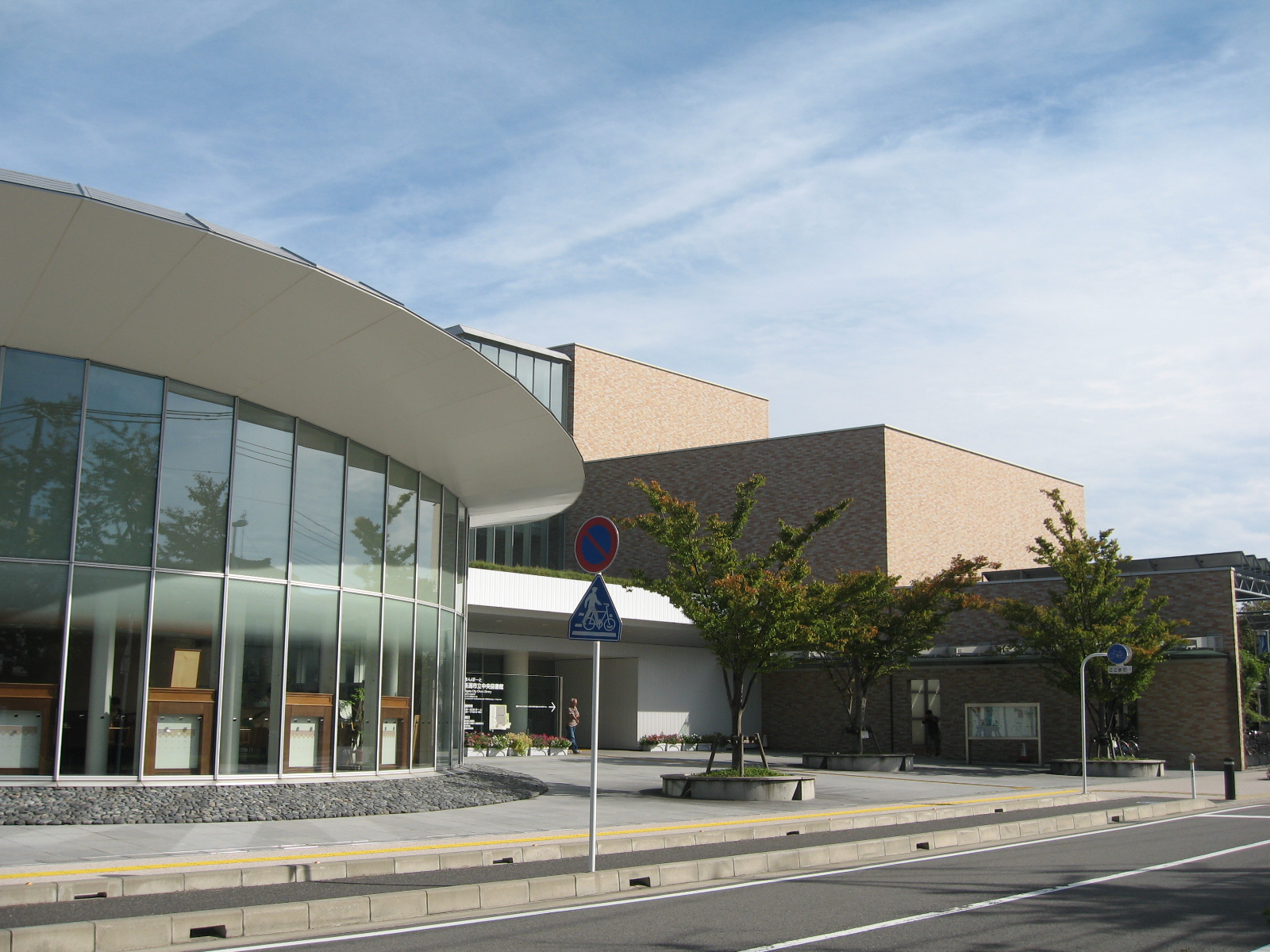
新潟市立中央図書館（2010年）
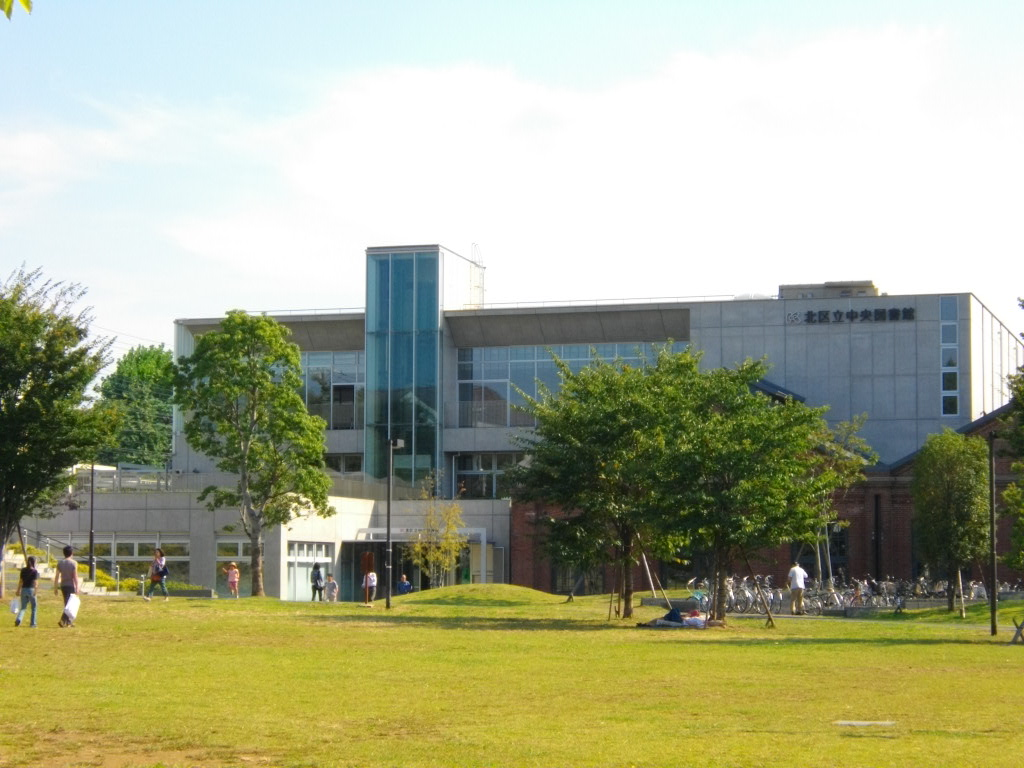
北区立中央図書館（2011年）
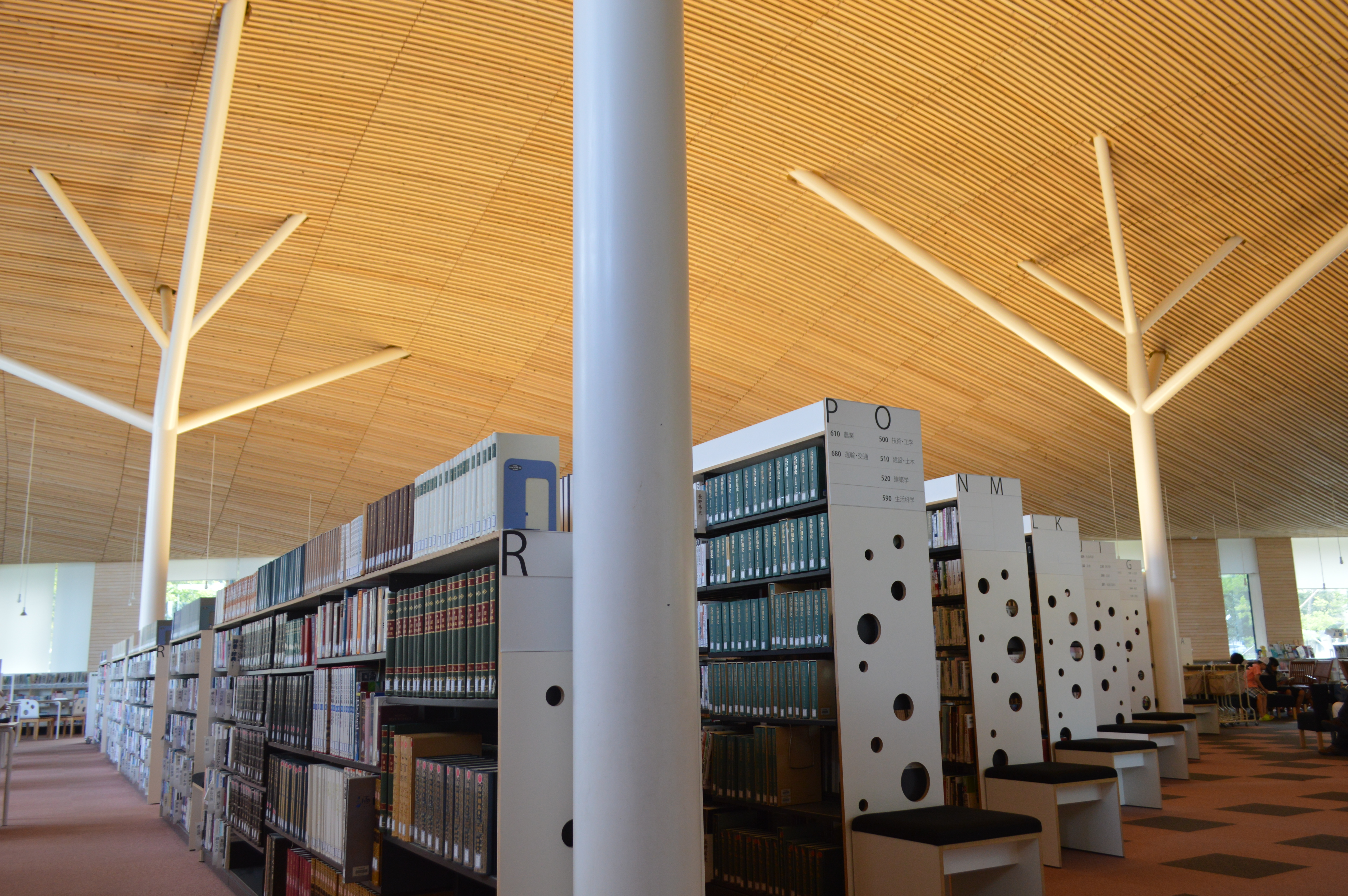
小布施町立図書館まちとしょテラソ（2012年）
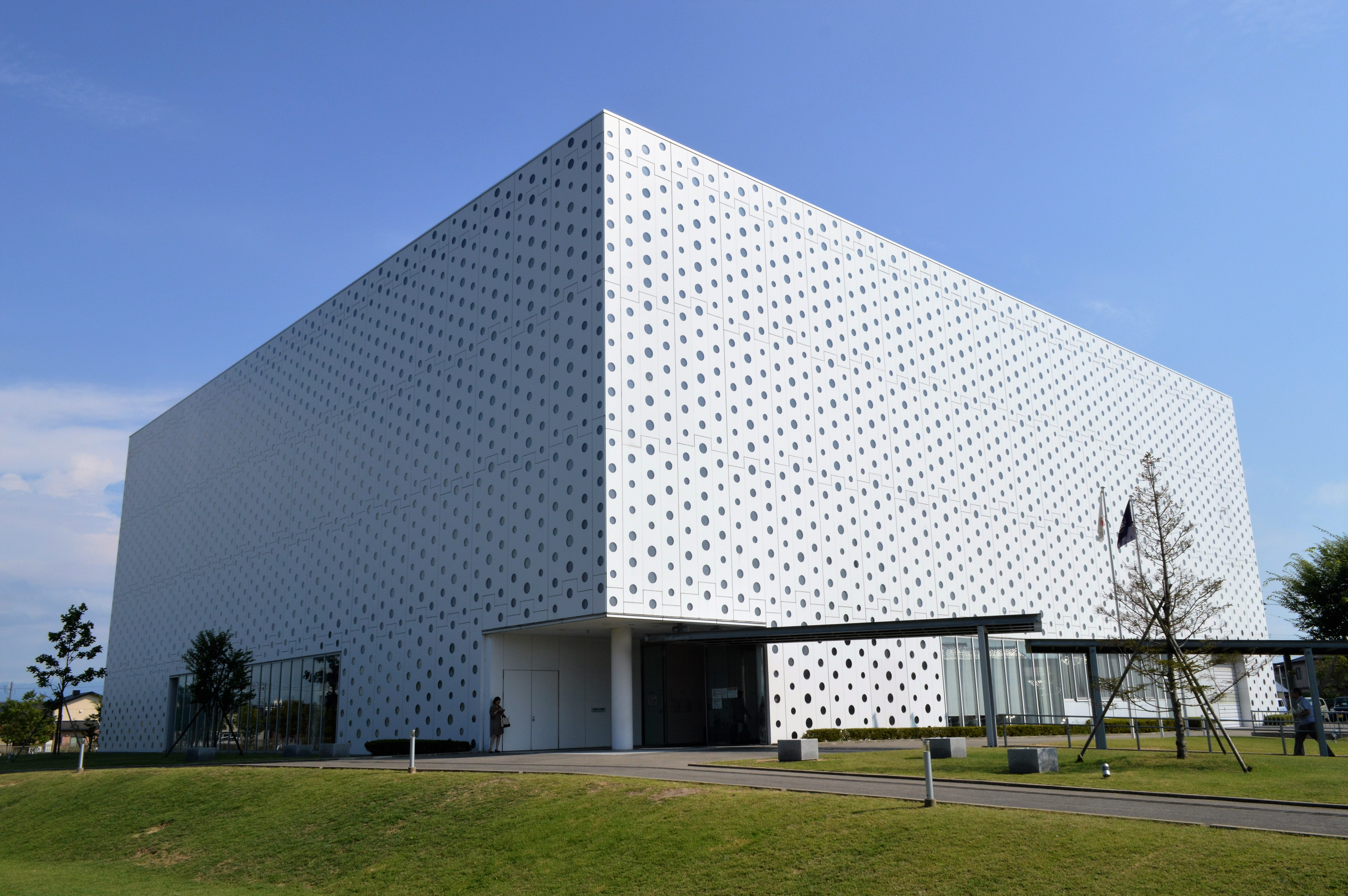
金沢海みらい図書館（2013年）
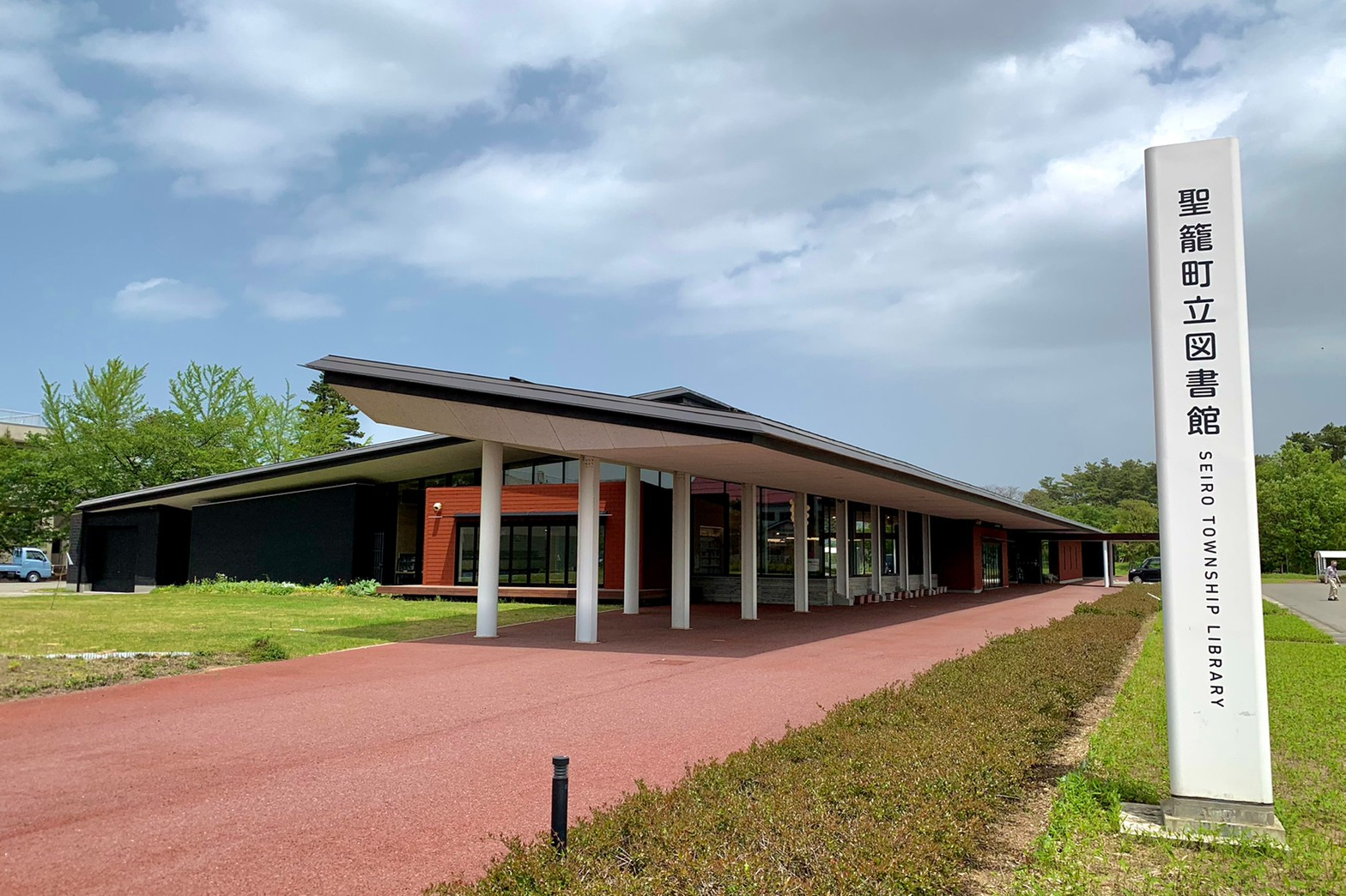
聖籠町立図書館（2016年）
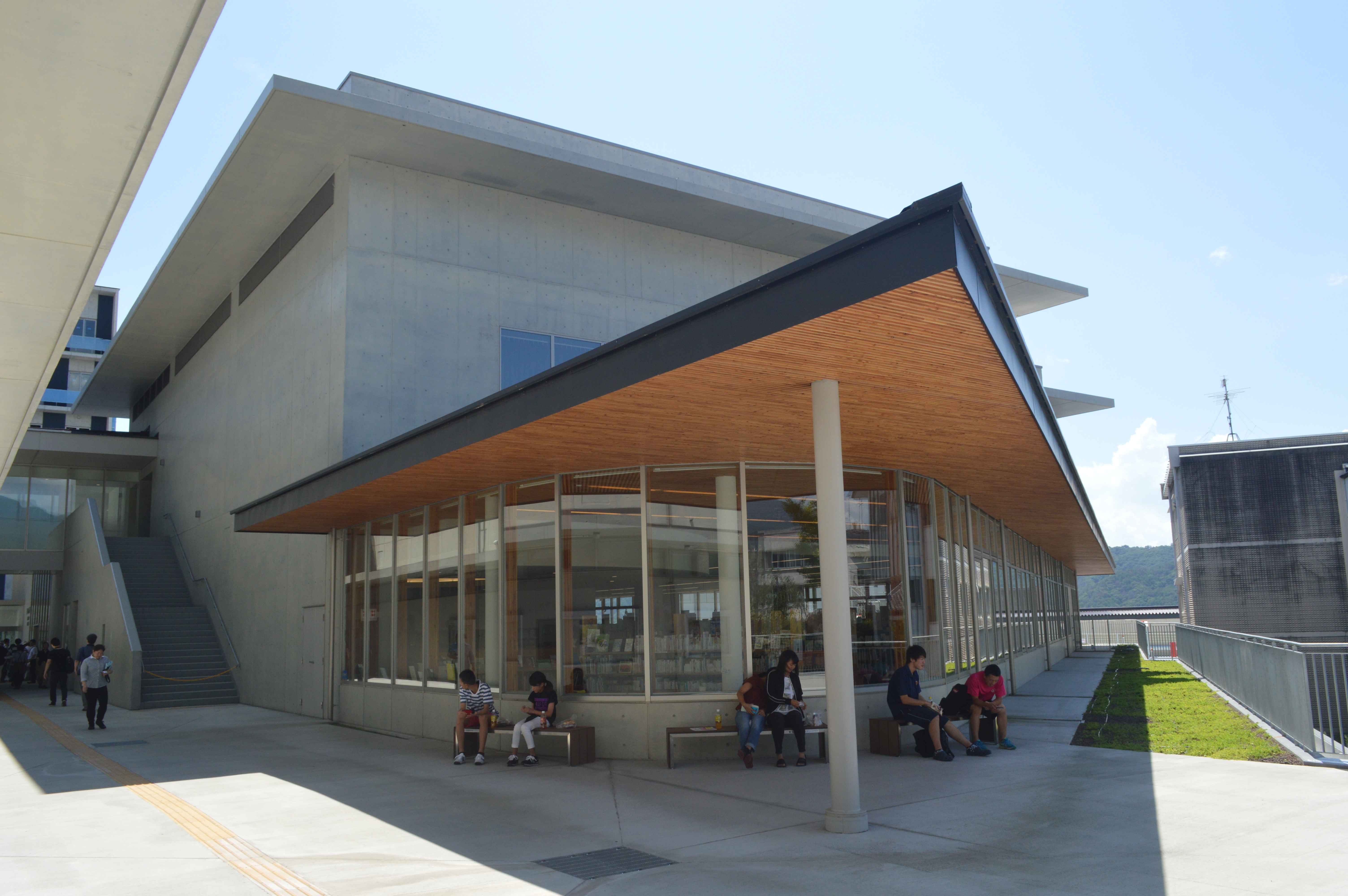
市立小諸図書館（2018年）
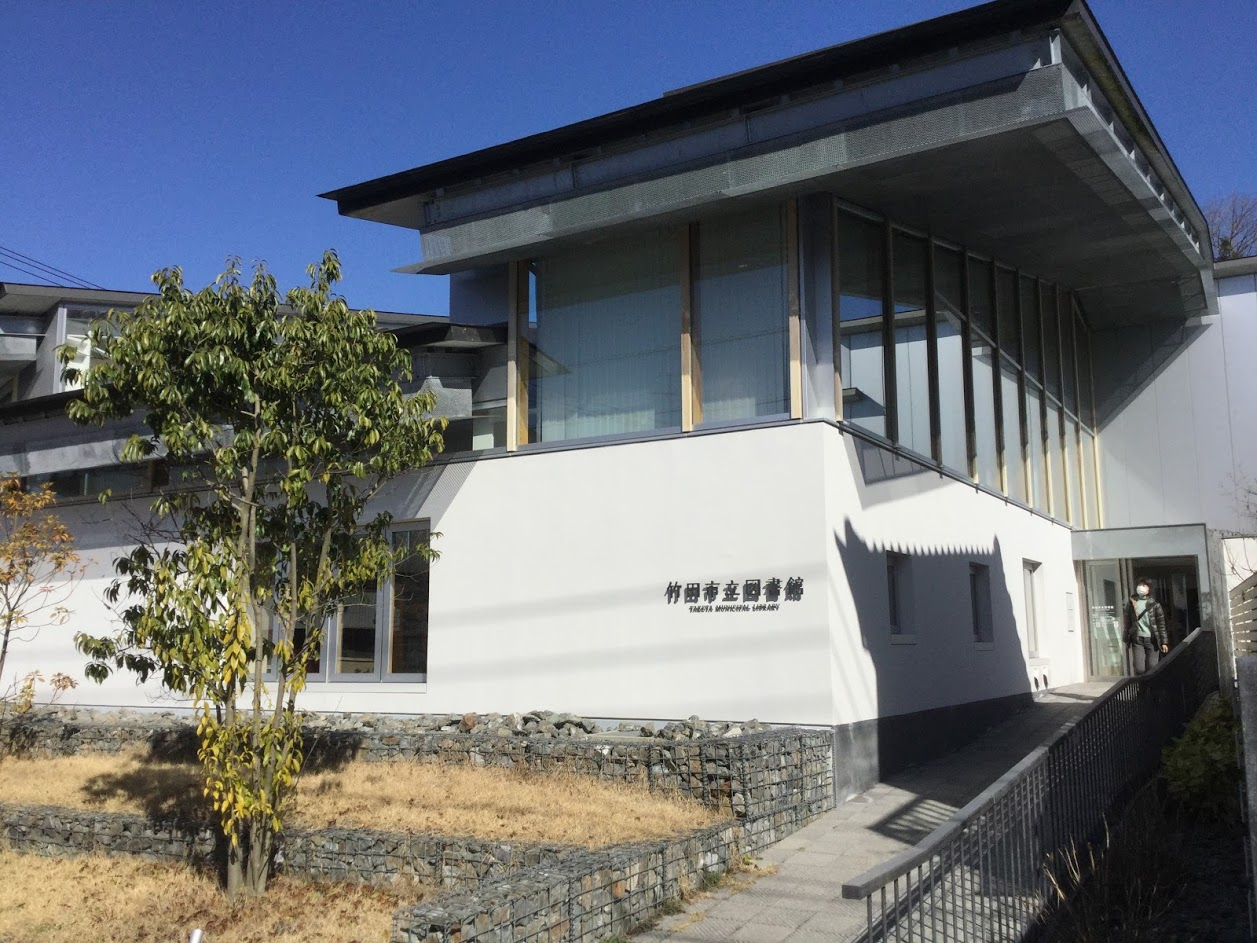
竹田市立図書館（2019年）

### 2020年代
| 回     | 年   | 賞     | 図書館                                                         | 所在地         |
| ------ | ---- | ------ | -------------------------------------------------------------- | -------------- |
| 第36回 | 2020 | 建築賞 | 須賀川市民交流センター tette                                   | 福島県須賀川市 |
| 第37回 | 2021 | 建築賞 | 安城市図書情報館                                               | 愛知県安城市   |
| 第37回 | 2021 | 建築賞 | 梼原町立図書館（雲の上の図書館）                               | 高知県梼原町   |
| 第38回 | 2022 | 建築賞 | オーテピア高知図書館（高知県立図書館・高知市立市民図書館本館） | 高知県高知市   |
| 第38回 | 2022 | 建築賞 | 長浜市立長浜図書館                                             | 滋賀県長浜市   |
| 第39回 | 2023 | 建築賞 | 板橋区立中央図書館                                             | 東京都板橋区   |
| 第40回 | 2024 | 建築賞 | 石川県立図書館                                                 | 石川県金沢市   |

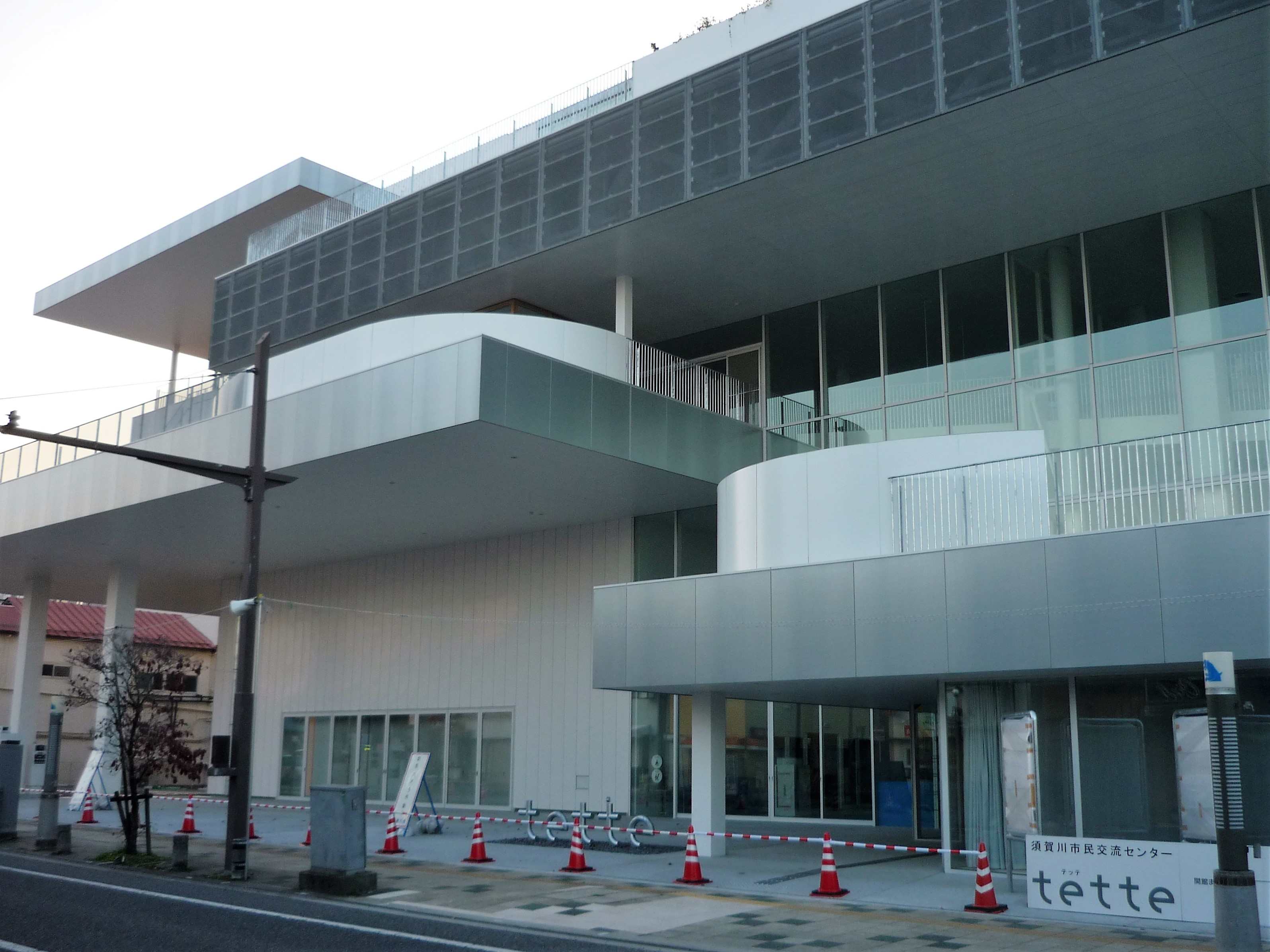
須賀川市民交流センター tette（2020年）
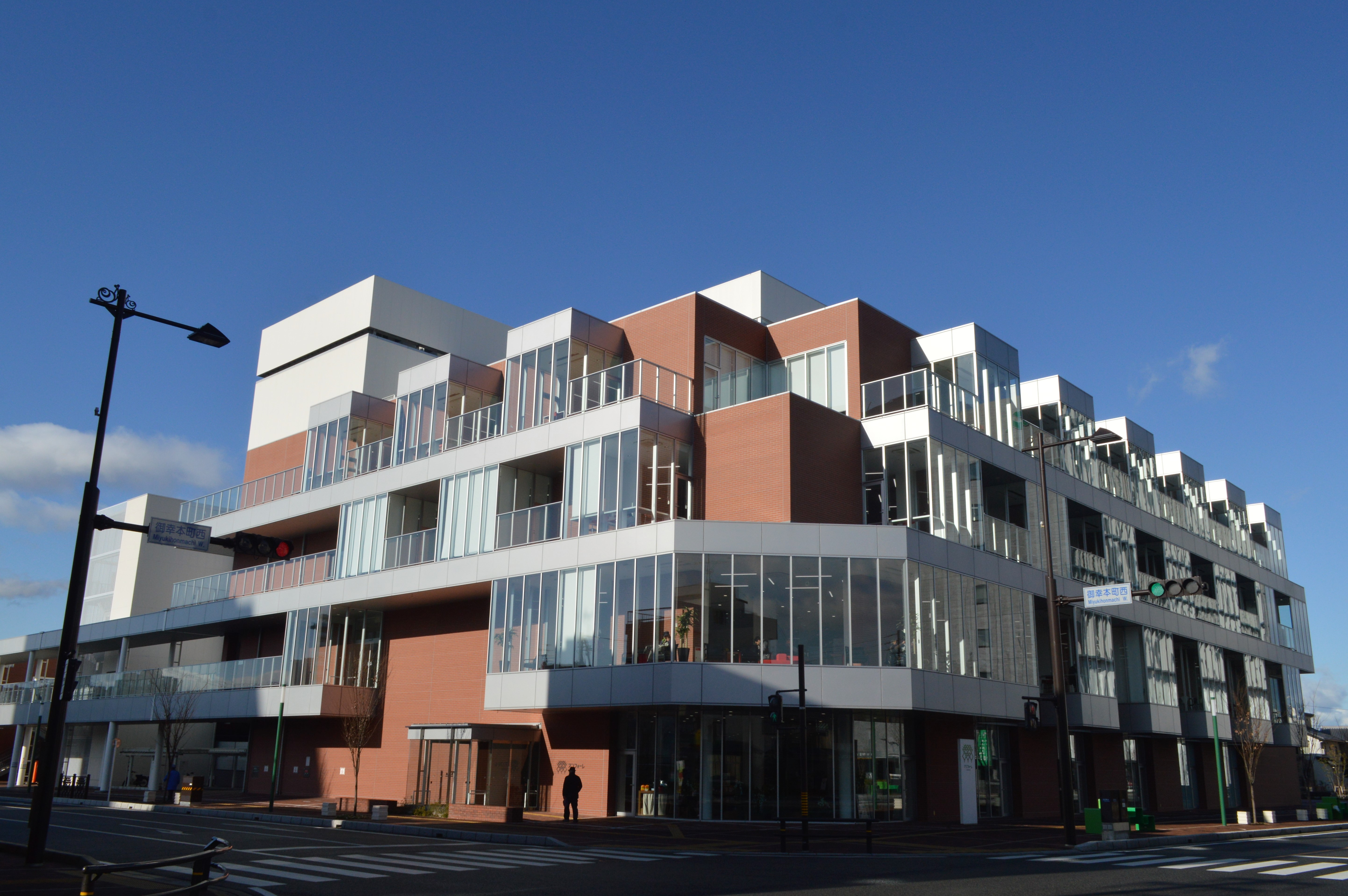
安城市図書情報館（2021年）
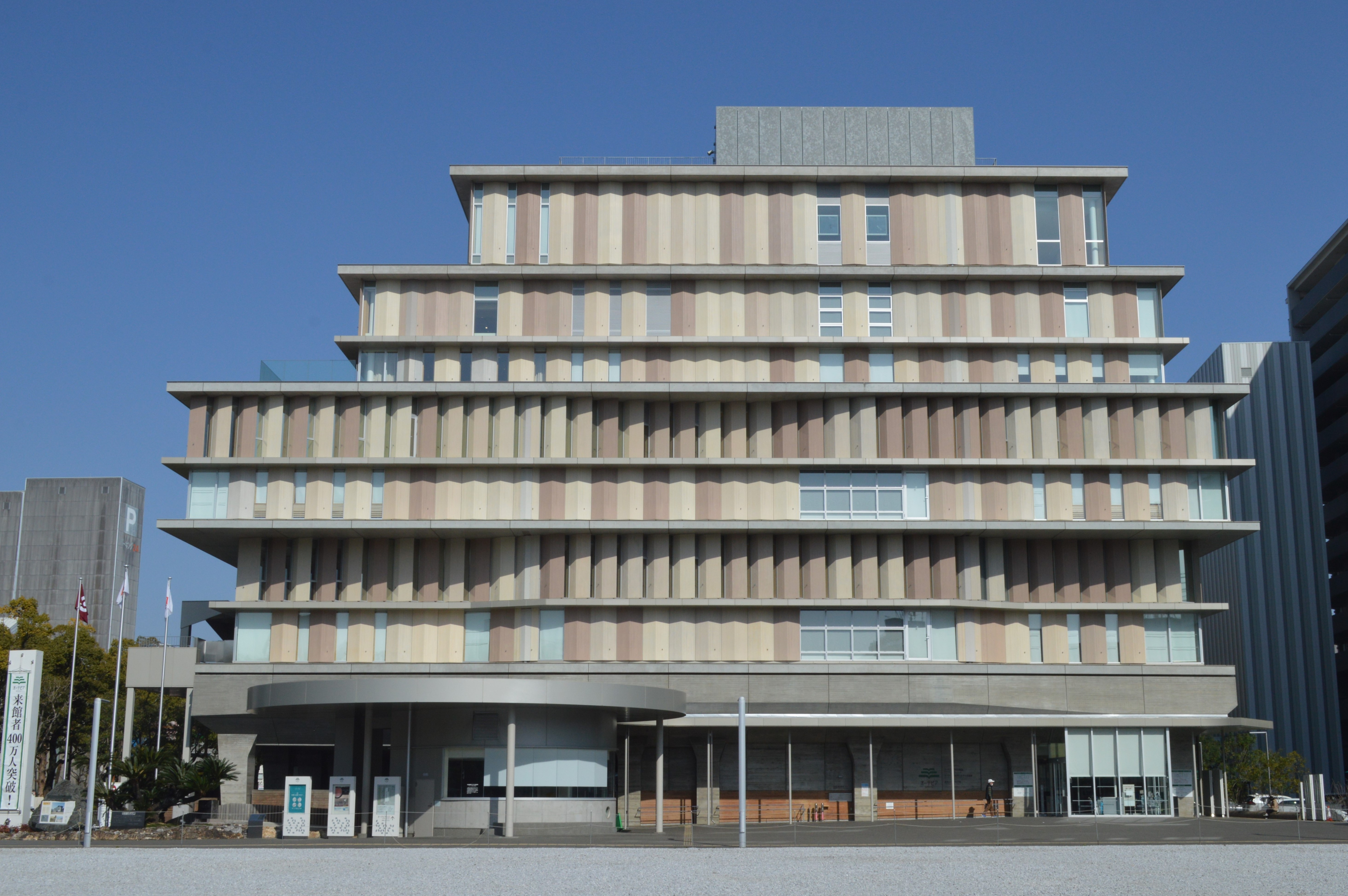
オーテピア高知図書館（2022年）
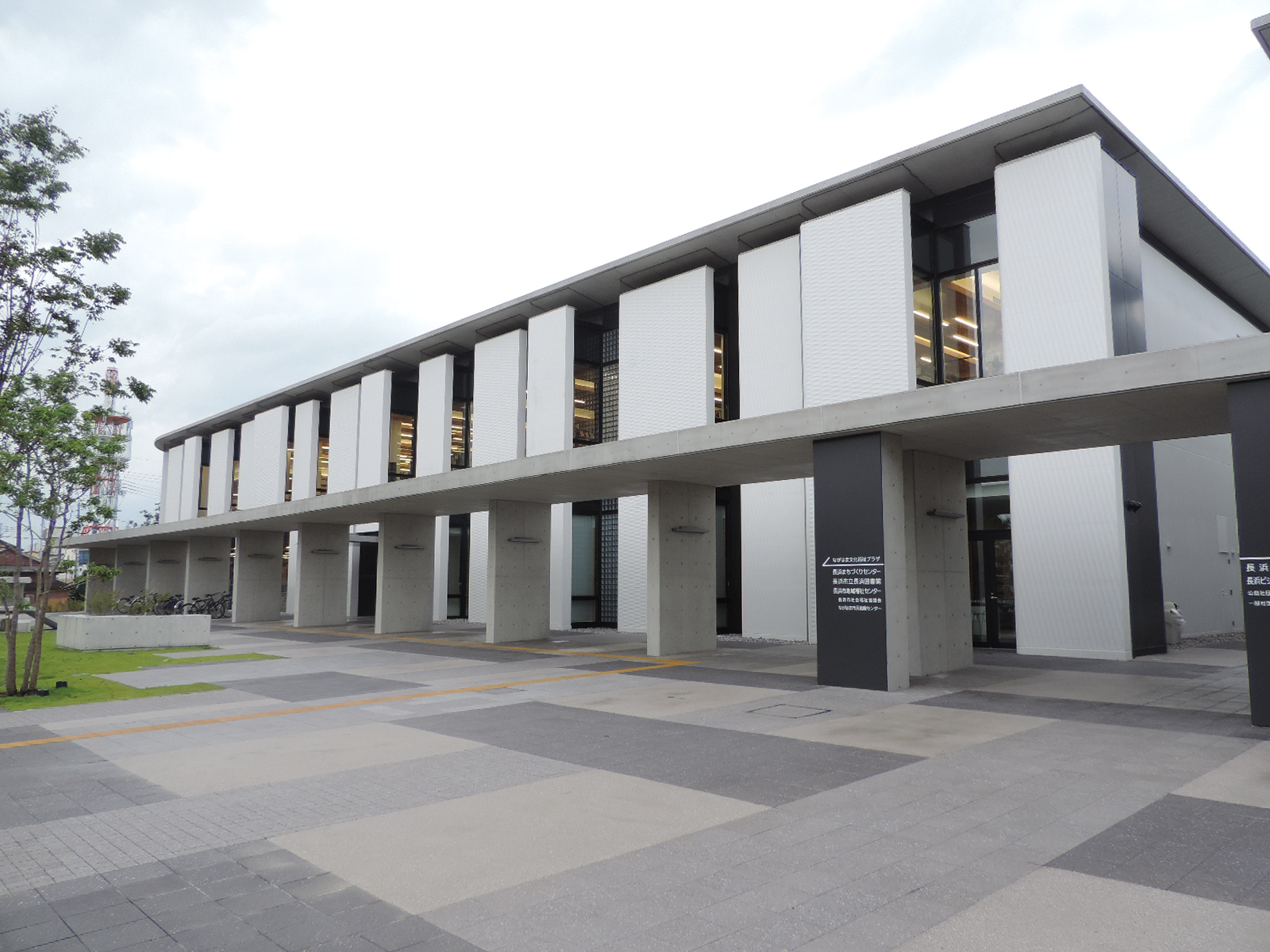
長浜市立長浜図書館（2022年）
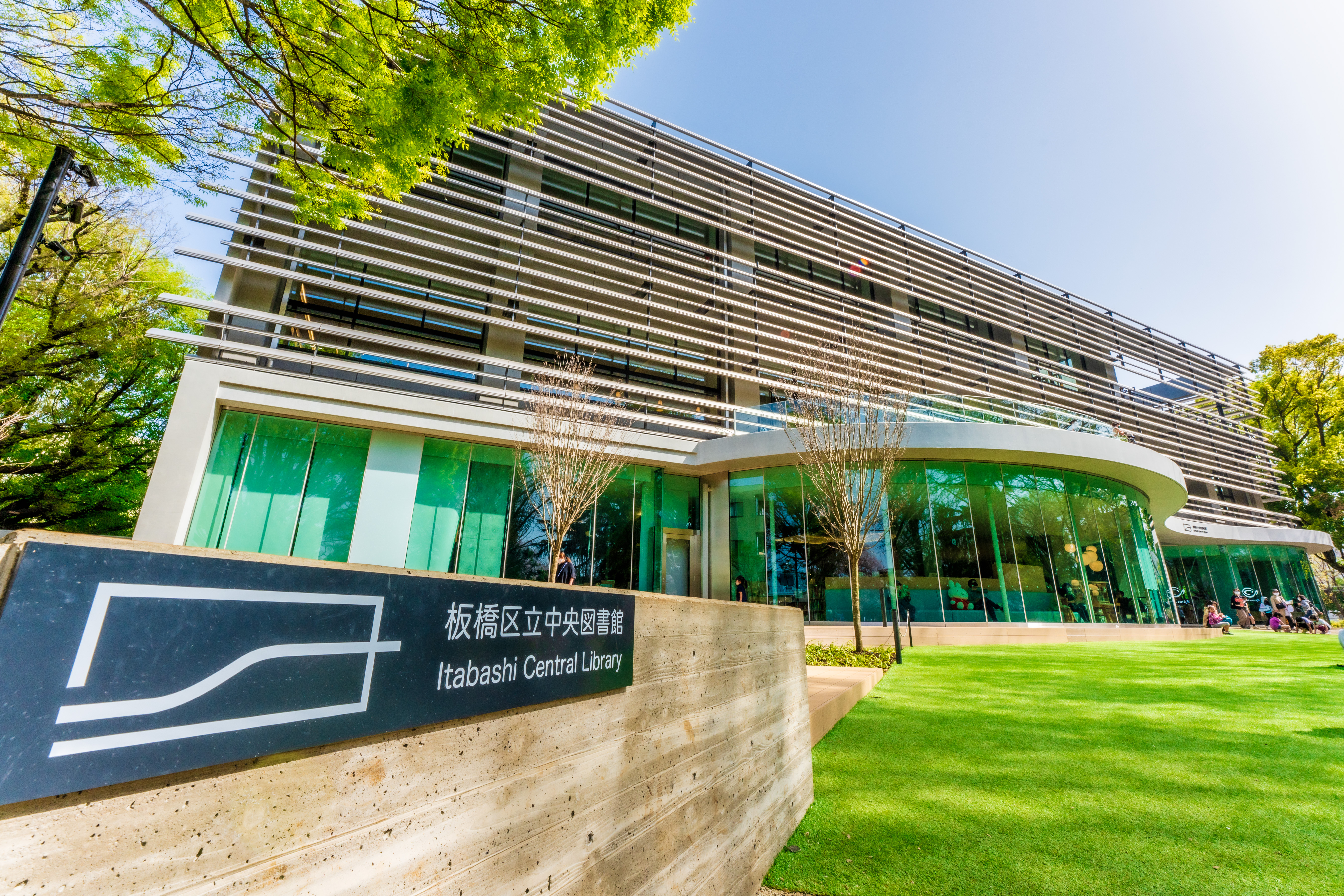
板橋区立中央図書館（2023年）